# ダンジョン飯
『ダンジョン飯』（ダンジョンめし）は、九井諒子による日本の漫画作品。年10回刊漫画誌『ハルタ』（KADOKAWA）にてvolume11からvolume107まで連載。著者初の長編連載作品。

## 概要
登場人物が、古典的ファンタジー作品に登場する様々なモンスターを現実に存在する調理方法によってその場で料理しながらダンジョンを踏破していくという、アドベンチャーとグルメを混交させた作風の、グルメ・ファンタジー漫画。スライムやマンドラゴラ、バジリスクやゴーレムといった、ファンタジー作品では定番のモンスターの生態を改めて論理的に考察し、それに基づき「いかに調理すれば美味に食べられるか」を主眼に置いている。作中で作られた料理にはレシピが記載され、そのことによってファンタジーでありながらリアリティー、説得力を生じさせている。
2016年の8月には3巻の発売を記念し、1巻収録の第1話に登場する「大サソリと歩き茸の水炊き」の食品サンプルが、同年9月には2巻第10話の「天然おいしい宝虫のおやつ」と13話の「ミミックの塩茹で」の食品サンプルが制作され、東京・大阪・徳島のイベント会場にて展示された。
2019年9月5日、TRIGGER制作による8巻の発売を告知するアニメCM動画がYouTubeで公開された。この動画にはスタッフクレジットが入っていなかったが、ファンからの要望を受け、スタッフクレジット追加版も同年9月14日に公開された。
2024年3月時点で累計発行部数は1400万部以上を記録している。
2022年8月10日（12巻の発売日）、テレビアニメ化が発表され、2024年1月から6月まで放送された。詳細は後述。
同じく2022年8月10日、カードゲーム『モンスターイーター 〜ダンジョン飯 ボードゲーム〜』の制作が発表され、2022年9月15日にアークライトから発売された。カードゲーム『モンスターメーカー』をダンジョン飯の世界観に合わせてリメイクしたもので、原作者である鈴木銀一郎より生前に許諾を受けたうえでカナイセイジがデザインを担当している。

## 賞歴
- 2015年度コミックナタリー大賞 第1位[13]
- このマンガがすごい!2016（宝島社） オトコ編1位[3]
- THE BEST MANGA 2016 このマンガを読め！ 第1位
- 全国書店員が選んだおすすめコミック2016年度 第1位
- Amazon ランキング大賞2016 Kindle本コミック 1位（※第3巻）
- 第55回星雲賞コミック部門[14]

## あらすじ
ある日、とある離島の墓地の壁から地下へと延びる巨大な空洞が出現した。そこから王を自称する朽ちかけた男が這い出て、一千年の昔に滅亡したはずの“黄金の国”の存在を明かし、王国は“狂乱の魔術師”によって地下に囚われ続けているため、元凶である魔術師を討伐した者には国の全てを与えると言い残し、塵芥となって消えた。その言葉に魅かれ、魔物が跋扈するダンジョンを踏破しようと多くの冒険者が乗り込む時代が幕を開けた。
6人パーティを組む冒険者ライオス一行は、ダンジョン探索中に食料を失い、空腹のままレッドドラゴンに挑むことになる。その結果、パーティは実力を十分に発揮できず壊滅状態となるが、ライオスの妹ファリンがドラゴンに食われながら使った脱出魔法により、他のメンバーはかろうじて地上へと逃れた。ファリンの肉体がドラゴンに消化される前に救い出し、魔法によって蘇生させるため、すぐにでもファリン救出に向かいたいライオスだったが、シュローとナマリがパーティを離脱してしまう。パーティを解散し、単身でダンジョンに挑もうとするライオスを見かねたマルシルとチルチャックが協力を申し出、あらためて3人のパーティが結成された。残る問題は探索に必要な食糧だったが、ライオスは食料の現地調達、つまりダンジョンに巣食うモンスターを食材とすると言う、とんでもないアイディアを披露する。
マルシルの激しい拒絶にも構わず、ライオスは手近な食材を集めて即席で料理を拵えようとするものの、適切な調理法を知らず難儀していると、その場に通りかかったセンシが手助けを申し出て見事な手際で調理を行い、その魔物料理の美味さにライオスたちは驚く。魔物食に一家言を持つセンシは一行の目的を聞き、レッドドラゴンが料理できる可能性に惹かれ、新たな仲間となった。
かくしてライオス一行は、モンスターを食べながら、ダンジョンを踏破していくことになる。
様々な苦難を乗り越え、地下5階に辿りついた一行は、ファリンを取り戻すべく再度レッドドラゴンに挑戦、手酷い傷を負いながらも討伐に成功する。消化され骨だけになっていたファリンのため、マルシルは禁忌とされる古代魔術を執行し、レッドドラゴンの死体の血肉を元に、蘇生に成功する。
再会を喜び合ったのも束の間、蘇生にレッドドラゴンの肉体を使った影響で、ファリンはレッドドラゴンの主である「狂乱の魔術師」シスルに支配されてしまう。態勢を立て直すべく地上へ戻ろうとしたライオス一行が、彼らとは別にファリンを救うべく故郷の者たちを呼び寄せたシュローの一行、シュローに救われたカブルー一行と合流したところへ、下半身がドラゴンのキメラと化したファリンが襲いかかり、シュローとカブルーの一行の大半が死亡するほどの被害を受ける。死者たちを蘇生したシュロー、カブルーは地上へ戻り、ライオス達が禁忌を犯したと報告することとなり、そのため地上へ戻れなくなったライオスたちはファリンを再び救うべく、狂乱の魔術師の討伐を固く決意し、ダンジョンの探索を続けることになる。
シュローの元から逃亡したイヅツミと行動を共にすることとなったライオスたちは、迷宮を彷徨う亡霊に招かれ、黄金城を遠くに望む謎の空間にある村へやってくる。そこでは黄金の国の住民たちが、狂乱の魔術師の呪縛によって、老いることも死ぬこともないまま一千年の時を過ごしていた。住民たちや王の孫であるヤアドは、国の守り神である翼獅子の予言もあり、新たなる王となるべき人物としてライオスたちにこの国の行く末を託し、その後、夢の中で翼獅子と会話したライオスは、そのことを強く意識することとなる。
またセンシの発案で、狂乱の魔術師を倒しファリンのドラゴンの部分の肉を食べれば、ファリンを元の人間に戻せる可能性に思い至り、希望を見出す。
一方カブルーは、島にやってきたカナリア隊と接触していた。彼らはダンジョンを危険視し、制圧することを目的とするエルフの一隊で、狂乱の魔術師を実力を発揮しきれない低階層におびき出し、彼が呼び出したファリンともども打ち倒そうとするが、様々な思惑からカブルーはそれを阻止し、カナリア隊のミスルン隊長と共に地下6階へ落下する。救出を待つ間にダンジョンの隠された真実を知ったカブルーは、ライオス一行がダンジョンを攻略する危険性に気づく。その後、地上から救援が到着するが、近くにライオス一行がいると気付いたカブルーはライオス一行を追うことを決め、カブルーの思惑を察したミスルンとカナリア隊も後を追う。
ライオス一行は前人未踏のダンジョン最下層へ到達。立ちはだかるボーパルバニーやファリンキメラを倒し、遂にシスルの隠れ家に到着する。待ち構えていたシスルがドラゴンを召喚し一行は全滅しかけるものの、唯一生き残ったライオスは持ち前の知識を活かし、ドラゴンの攻撃をかいくぐってシスルを捕らえることに成功し、説得による和解を試みる。しかし正常な思考のできないシスルは厚意のつもりでライオスを拘束し、その隙を突いて悪魔の本性を現した翼獅子が、シスルの千年分の欲望を食べ尽くす。廃人と化する間際、シスルは最期の希望を託してマルシルを蘇生させ、マルシルの術によって全員が復活する。翼獅子の封印を解く直前、カブルーとミスルン率いるカナリア隊が隠れ家に到着。尋問のためマルシル以外は催眠術をかけられ、孤軍奮闘するマルシルとカナリア隊の悶着の末、マルシルが翼獅子の封印を解き迷宮の主となってしまう。
迷宮の主となったマルシルが迷宮の形を作り替えたため、迷宮内にいた冒険者たちやカナリア隊、オークたちは大混乱に陥る。彼らは迷宮の主となった（と推測された）ライオスの扱いを巡って対立。シュローとナマリは真相を知るため、カナリア隊は迷宮を封じるためライオスの行方を追う。同じ頃、ライオスは迷宮の力に良くないものを感じるがマルシルの説得に失敗、マルシルの許から逃げ出す。マルシルは邪魔なカナリア隊と戦うべく、魔物を率いて地上を目指すが、迷宮の“上方”に開けた突破口から迷宮が世界を覆い始め、悪魔が世界を支配するのは時間の問題となっていた。逃げ出したライオスたちはカブルーやシュローたちと合流、マルシルが迷宮の主となったことを伝え翼獅子の正体が悪魔だと知らされると、再度マルシルを説得し悪魔を倒すため、マルシルと合流する。しかしマルシルは翼獅子によって抑制心を失い、悲願を果たすことしか考えられなくなっていた。ライオスたちはマルシルの気を逸らして時間を稼ぎつつ、彼女の悲願の無謀さと迷宮の力の歪さを説き、遂にマルシルの説得に成功する。しかし迷宮の主を辞める方法は、主となった者が死ぬか悪魔を倒すしか残されていなかった。
翼獅子と対話する中でとある点に気付いたライオスは、悪魔を倒した暁には迷宮にいる全員に食事を振る舞うという約束をとりつけ、翼獅子との対決に向かう。そしてマルシルに替わって迷宮の主となったライオスだったが、彼が願う「悪魔がこの世からいなくなること」も「ファリンを人間として蘇生させること」も翼獅子には無視され、彼の根底にある「魔物になりたい」と言う誘惑に負けた結果、ライオスは自身の考えたオリジナルの魔物と化し、代償として肉体を翼獅子に乗っ取られる。ライオスの肉体を介して迷宮の主となった翼獅子は、自身の願いである「人間の欲望を永遠に味わうこと」を叶えるべく、迷宮から出て全ての人類を異界へ連れ去ろうとし、ミスルンやマルシルたちも止めることができない。しかし魔物と化したライオスが翼獅子の“食欲”を食べ尽くしたことで、悪魔は「人間の欲望を永遠に味わいたい」と言う欲望と「あらゆる願いを叶える」能力を失い、空気や水のような「意志なき魔力」に戻った。しかし翼獅子は最期の瞬間、ライオスに「一番の願いは決して叶わなくなる」と言う呪いを掛ける。

悪魔の消滅を見たマルシルたちは、ライオスやファリンの安否を気遣う間もなく、迷宮の崩壊が始まったため脱出を余儀なくされる。それまで魂を人形にやつして同行していたヤアドは、（瓦礫の直撃を受け損壊した）自身の体の代わりに祖父デルガルの体に入り、シスルも連れて彼らを出口まで導く。ヤアドは迷宮の外に出ることによる自身の消滅も覚悟していたが、翼獅子が外に出た際に迷宮と外界の境界が消失したため生き残り、また、異界に取り込まれた人々、さらにはライオスの無事も明らかになる。
ライオスは人々に食事の約束を再度示し、それが「妹を一緒に食べてほしい」という常軌を逸したものだったため一旦は猛烈な反発にあうも、妹を救いたいという意思が伝わり、多くの人々の協力を得た大宴会が始まる。
その席でライオスは人々に王として認められ、「悪食王」の二つ名を受ける。ライオスは父が村長であった経験を活かし、細々と小さな島の統治をするつもりであったが、実は黄金郷が沈んだ大陸だったことが明らかになる。一方、シスルはヤアドを見て、デルガルが無事に帰ったと思い込み、ヤアドの言葉を聞きながら安らかに眠りにつく。
宴会は七日七晩続き、噂を聞きつけてやってきた人々や、悪魔の欲望を食べた結果、常に小腹が空いた状態となったライオスのため、ついに竜の消費が完了する。
ライオスは、翼獅子の最後の呪いのため、ファリンの蘇生の失敗を危惧するが、マルシルたちに励まされ、エルフたちの協力を得て蘇生に取り掛かる。
ファリンはかつて自分の下半身だった竜を食べる夢を見る。するとファリンの前に翼獅子がおり、「うまいか？」「もっと食べたいか？」と訪ねる。ファリンが肯定すると、翼獅子は「そちらのほうが辛く残酷な道だと思う」と言いながらも道を示し、それに従ったファリンは目を覚ます。下半身に少し竜の特徴が残ったものの、ファリンの蘇生は成功した。
その後、王となったライオスは苦労しながらも国を治め、魔術や魔物を利用した食料の生産法の研究に心血を注いだことが語られ、食にこだわる理由を尋ねた亜人の子らに、「食は生の特権だ」と答える場面で幕を閉じるのだった。

## 登場人物
声の項はテレビアニメ版の声優。

### 主要人物（ライオス一行）
ライオス・トーデン
声 - 熊谷健太郎、依田菜津（幼少）
種族：トールマン。本作の主人公。26歳。探索隊（作中ではパーティー、またはギルド）のリーダーであり、金属鎧を纏った長身の剣戦士。ファリンの実兄。北方大陸出身。
経験豊富で実力も高いが、重度の魔物マニア。子供のころから「迷宮グルメガイド」を熟読・携帯し、生態や能力だけでなく、常々魔物の味にも強い興味を抱いていた。仲間たちにはその願望を隠していたが、ファリン救出策で経費節約の必要に迫られたことを機に告白し、実行に移す。
普段は温厚で冷静沈着な性格であり、戦士として実力もあるなどリーダーとしての素養は決して低くはない。しかし空気を読む能力や人を見る目はあまり優れていると言えず、悪徳冒険者に騙されていたことやトシローから密かに疎まれていたことにも気づいていなかった。また状況や意味をあまり深く考えずに発言する癖があって、仲間から軽蔑の目を向けられてしまうこともよくあり、チルチャックからは社交術や人を見る目を養ってほしいと愚痴られている。実は女性トールマンの魔術師を知らず知らずのうちに優遇した結果構成メンバー内で不興を買いパーティー崩壊の危機に陥ったことがある。仲間の指摘を受けて彼女に今後優遇出来ない旨を伝えたところ、当の魔術師はあっさりとパーティーを脱退してしまい、ファリンの伝手でマルシルが後任者として加入することになった。人の顔や姿を覚えるのも比較的苦手で、途中で遭遇したカブルー一行も獣人であるコボルトのクロしか覚えていなかった。また、カブルーには「人間に興味がないだけ」、翼獅子には「人間が嫌い」と評されている。
魔物が会話に絡んだ途端、好奇心も露わに我を忘れて饒舌になる。金属や絵画などの無機物でも食材としての可能性を模索する、人食い植物の種を持ち帰り地上で栽培することを企てるなど、魔物食に関して偏執的とも言える情熱を注ぐ。ただし一方で魔物マニア故にその危険性についても充分理解しており、魔物に対する無根拠な信頼や、過度な感情移入には危険視して注意している。ただしケン助の使用に関しては「仕方ない状況だったとは言え軽率だった」と反省はしている。ときたま好奇心から魔法生物の種や胞子を持ち出そうとすることもあるが、マルシルやチルチャックによって阻まれている。
当初の武具は「動く鎧」の剣と大盾で、まだ新人だった3年前の探索で手に入れたものだが、盾はレッドドラゴンからの脱出の際に手放して転移時に紛失、剣はファリン救出行で遭遇した「動く鎧」のボスとの戦闘に耐えられずに折られてしまい、その後は「動く鎧」の幼体が潜んでいる「動く鎧」のボスの剣を「ケン助」と名付けて使っている。
カーカブルードから海を渡ったさらに北方に位置する田舎ののどかな山村の出身で、少年時代は妹と一緒に野山を駆け回り、空想の魔物を描いたり、冒険を夢見る日々を送っていた。しかし魔法の才を見せたファリンを恐れる故郷の人々に嫌気が差し、妹を故郷に置いて10代で町の学校へ行き兵隊となったが、周囲に馴染めなかったため軍は長続きせず、流浪の末カーカブルードの魔法学校にて妹と合流し、共に迷宮探索を稼業とする。父親は故郷の村長であるが、第42話の時点で10年以上会っていない。かつて村で阻害され気味だった妹を置いて故郷を出たことを彼なりに気にしており、ファリン救出への強い動機となっている。
宝探しを主目的とする利己的な他の冒険者とは「異質」な存在であり、「相当育ちが良い」と言われ「どこかの王子」や「黄金城の末裔」といった根も葉もない噂が立っていたが、実際には田舎にある農村の村長の長男である。
獣の特徴を持つ魔物への威嚇として成立するほど犬の鳴き真似が上手いほか、レッドドラゴンを退治した後、迷宮を一時脱出しようとする道中でマルシルから魔法を習い、基本的な回復魔法を唱えられるようになっている。他にも湯を沸かす熱を作る魔法陣も作っている。
当初は生活のため、現在はファリン救出のためにダンジョン探索を行っていたが、オークの族長であるゾンとの会話で自身が黄金城の主となる可能性について考えるようになり、夢の中で出会った翼獅子から新たな迷宮の主になることを渇望され、改めて自らが「人も亜人も魔物も分け隔てなく存在する世界」を見せられ、その実現を「欲する」ようになっている。ライオス自身はその夢をほとんど覚えておらず、願望と感情だけが残った状態にある。
カブルーから迷宮の危険性を語られていたが、すっかり忘れていたようで、自身で迷宮の危険性を認知し、カブルーにそれを伝えた際には「最初からそう言っている」と大きくツッコまれている。
ケン助
「動く鎧」の一個体。剣を殻の代用に、本体は柄の部分に潜む軟体動物である。ヒルト（鍔）の形状は翼を象る。「動く鎧」が実は貝の様な生物による群体であると判明し、一行の食事となった後、剣を失ったライオスにより拾われ、使用されている。ライオスを仲間と認識しているのか、擬態していた宝虫に対して威嚇を行い、ライオスに危険を知らせるなどの働きをし、喜んだライオスに命名され可愛がられている。たまにライオスから食事を分けてもらっている。
ライオスは仲間を不安がらせないよう、ケン助の正体を伏せていた。しかしレッド・ドラゴン討伐時のアクシデントにより魔物であることが露見、それがパーティの危機を招いたこともあり、ライオスはチルチャックからすさまじい勢いで罵倒される羽目になった。しかしすぐには代替品を手に入れることもできないため、その後も使用し続けている。
7巻時点でヒルトが獅子の顔に変化していたことが判明するが、実は6巻冒頭でダンジョン・クリーナーに食われた辺りから獅子らしき顔になっている。また8巻にて、地下第6層の前人未到の扉を開く鍵の役割を果たす。これらは翼獅子によるもので、囚われの身にある翼獅子はケン助を通してライオスたちの行動を認識していた。
最終第14巻巻末の『モンスターよもやま話 -14-』では、物語の終了後、諸事情から弔いも兼ね、鎧とともに自然の迷宮に安置されることになる。しかし、死んだと思われていたのは実は仮死状態であり、迷宮に置いていかれた後に息を吹き返し、単為生殖を繰り返して百年後には「魔物の肉を求め彷徨う王の霊」という噂が立っているほど、命を繋げていることが語られている。

マルシル・ドナトー
声 - 千本木彩花
種族：ハーフエルフ。50歳。女性で魔法使い。宮廷魔術師でエルフの母と、宮廷歴史学者でトールマンの父を持つハーフだが、69話にてシスルに暴露されるまで仲間にも知らせていなかった。北方大陸出身。海辺の街育ち。
強力な攻撃魔法を駆使し、また多少の回復術の他、防御、罠や鍵の解除まで様々な魔法を扱えるのだが、回復術はリスクのある痛覚を弄るという行為をしないため、治療時に痛みを伴うという欠点がある。武器は輪状の杖頭の先端に、魔力で生育する双葉が芽吹く木の根を手編みした杖、アンブロシアと魔法書。金髪のロングヘアーは、魔法の媒介となるため、大がかりな術の前には特に念入りに手入れを行っており、編み込みを作る位置やまとめ方を変えるなど、作品中で頻繁に髪型を変えている。2年前にスライムに窒息させられたのが、初めての死亡経験。
明るく、感情表現が豊かな人物。弱音を吐くことも多いが、仲間と口喧嘩をしたり、オークの族長の憎悪に反発して言い返すなど、気の強い一面もある。また安全な場面では迂闊さを覗かせ、時に墓穴を掘ることもある。常識的な性格と嗜好の持ち主であり、「魔物を食べて食費を浮かす」というライオスの計画には心理的な忌避感の他にも魔物食による食中毒死の実例もあるため、当初から強い拒絶を示し、迷宮内の生物を食することに対しては絶対反対の立場をとる。しかし空腹には抗えず、魔物食を口にするたび、その意外な美味に複雑な心境を覗かせている。恋愛小説のファンだったり好みの異性のタイプが耽美的であったりと、若干少女趣味なところがある。
元々は魔法素材の安全な栽培、収拾目的でダンジョニウムの研究をするためカーカブルードの魔法学校に研究者として入学。特別に混ぜてもらった授業でファリンと出会い、友人となった。ファリンに対しては些か過保護な面も見られる。ファリンを救出するために、ライオスに同行を申し出る。父の早逝やペットの死から、親しい者が先に死ぬこと、厳密には「ハーフエルフ故にどの種族より寿命が長い自身だけが置いていかれること」にトラウマを抱いており、ファリン救出への強い動機となっている。 また、寿命の違いが人種間の対立や溝の元と考え、人種間の寿命を同じにすることを願って古代魔術に関わるようになった経緯がある。
魔術の知識は豊富で、学生時代は「学校はじまって以来の才女」と言われるほど勉学では優秀だったが、ファリンとの出会いをきっかけに実地体験が乏しいことを自覚し、実践不足が露呈してしまった経験を持つ。また運動能力が低いためパーティの足を鈍らせてしまい、それをチルチャックに悪し様に言われたため、自分が旅の妨げになると落ち込んだこともあった。しかしライオスから、彼女の魔法を頼りにしていることや、深層まではその力を温存したいという方針を聞かされ、一応ながらチルチャックからも謝罪を受けて立ち直っている。
度々ダンジョニウム理論から迷宮を考察し、迷宮全体を構成・維持する仕組みや、魔力の膨大さに好奇心を抱いている。ダンジョニウム研究の一環として古代魔術にも通じ、禁忌とされる魔術にも踏み込んでいる。本人は「魔術に善悪はない」とのスタンスだが、禁忌の魔術に対する一般的な偏見から、神経質で心配性なチルチャックやファリン復活の経緯を知る者の一部からは「ダークエルフ」「邪悪な黒魔術師」と誤解される羽目になる。もしファリン復活の経緯が西方エルフに知られた場合、極刑に処されるか、カナリア隊に配属されるだろうとカブルーは予想している。
上記の様に、本編中では頼りない面が度々みられるが、ファリンを勧誘するためにライオスと出会った際、トーデン兄妹の「不慣れなマルシルを助け、実力を認めさせる」という企みの下で浅い層を探索した際にも、経験不足を補ってあまりあるほどの実力と理論を有していた。しかし、その直後にスライムによる窒息死とファリンによる蘇生を体験した事で、自身の「夢」に近付ける古代魔術への興味が爆発し、似た目的で冒険をするライオスからの勧誘によって加入した。
シスルとの決戦ではワームの吐く毒霧を浴びて死亡。しかしライオスと和解したシスルが翼獅子に欲望を食われた際に最期の力を振り絞ってマルシルを蘇生させ、チルチャック、センシ、イヅツミは彼女が蘇生した。翌日カナリア隊が追い付き、チルチャックの提案でイヅツミと共に屋根裏に隠れるも、嘘の苦手なライオスの行動でその所在がばれ、ミスルンと対峙する。「宮廷魔術師の娘」という洗脳されたチルチャックの一言で、パッタドルがエルフ側の宮廷であると勘違いした事で、それに乗る形で一度は事態が収まりかけたが「エルフの女王は混血種を認めない」事から話が本線に戻り、再びミスルンと対峙。ミスルンによる身体検査（翼獅子を封印した本の捜索）を憂いたパッタドルによって生じた隙で翼獅子を解放、ミスルンの更なる猛攻についに迷宮の主になる事を宣言。鎮圧されたカナリア隊を尻目に翼獅子と行方をくらました。
その後、地上と地下を平面上にひとつなぎにし、翼獅子に洗脳されるような形で気持ちを鼓舞し、魔物軍団を率いてミスルンらと対峙した。さらには迫りくるミスルンを殺害し、カナリア本隊とも戦っている。

チルチャック・ティムズ
声 - 泊明日菜
種族：ハーフフット。29歳。種族そのものが童顔で小柄なため、センシには当初トールマンの子供だと思われており、マルシルからも子供扱いされているが、ハーフフットとしては成人（現代人であれば50歳前後）の男性。既婚者で妻と3人の成人済みの娘を持つが、妻と娘達とはもう何年も会っていないと言う。東方大陸出身。
種族特有の身軽さや器用さと鋭敏な感覚を駆使し、扉や宝箱の開錠、及び罠の解除をこなす。また、仕掛けられた装置を作動させての近道や危険の事前回避、安全優先に向けた誘導など、補助的な役割を主とする。戦闘は基本的に行わないが、飛び道具を扱うことができ時には後方支援を務める。なおその役割上、過去に幾度も死亡を含む被害を蒙っているため、ミミックやテンタクルズを心底嫌悪しており、食べることにも抵抗したが、結局どちらも食べている。
普段は落ち着いた性格で思慮深く、一行の中では最も世間擦れしており、普段は外見から子供扱いしているマルシルにも「一番大人」と言われ、付き合いのそれほど長くないセンシやイヅツミを含むパーティ内でも一目置かれている。一方で領分や役割に関する考えが厳格で、罠の解除に当たっては指示に従わないセンシの行動に激しい怒りを見せ、雰囲気を険悪にさせることもある。ライオスによると、彼のこうした態度はパーティに対する責任感の強さゆえのことであり、また役目上ぶっきらぼうで直接的な発言をせざるを得ないことが原因である。
新人時代にダンジョンで利用価値の高いサキュバスの餌にされかけた経験から、同族が「使い捨て」にされない様に「組合」を作る等、迷宮の周辺ではハーフフットの顔役として知られる。金銭感覚もシビアで、「途中で抜けられない」という欠点を受け入れた上で、前払いでしか仕事を引き受けない。
迷宮探索から早めの引退を考えていた頃、深層に潜れる唯一のハーフフットとして組合員に紹介されパーティへ加入。報酬を前払いで受け取っていたことを理由に、ファリン救出行への同行を了承しているが、この決断がかえって仲間をさらなる命の危険に晒したのではという一抹の悔いを吐露している。「死ぬのはまっぴら」と言いつつ、本心は仲間を死なせたくないという想いが強い。その他にも主に恋愛を発端とする人間関係のトラブルを嫌っており、その遠因となる私生活や本心を隠していた。しかし、妻との諍いによる別居の経緯について聞かされたマルシルからは、他人の心の機微を学ぶよう諭されている。
魔物食に対してマルシルよりは柔軟な思考を有しており、食中毒の心配や気分の問題で「人魚」のように人間に近い形態をしている魔物は強く拒絶している。また、酒を見つけた際に目を輝かせすぐ飲もうとする、黄金城の住民が作ったエールを的確に品評するなど、かなりの酒好きかつ酒豪。
雑誌掲載分では「ハーフリング」の「ヌルチャック」と表記されていたこともあるが、単行本では「ハーフフット」の「チルチャック」に統一されている。
自身には戦闘能力はないとし、仲間に対しても戦闘には参加しない旨を常から宣言していたが、レッドドラゴンとの戦闘では左目をオリハルコンの包丁の投擲で刺し、アイスゴーレムの核付近を矢で射撃する、イヅツミをアイスゴーレム撃破に導くなど、器用さを活かした戦い方で貢献をしている。
メイジャック
チルチャックの長女。愛称は「メイ」。容姿が最もチルチャックに似ている。彼女も鍵師であり、愛想は悪いが腕はあるとして、チルチャックにもしもの事があった時の代理に推薦されている。
フラートム
チルチャックの次女。愛称は「フラー」。結婚願望が高いが、同族はケチで貧相なため、裕福なドワーフを好んでいる模様。そのためか、食事会に呼ぶ際、センシと会わせる事をチルチャックは良くは思ってはいない。
パックパティ
チルチャックの末娘。愛称は「パティ」。最後にあった時には竜の糞を売っていた模様。多少人生を舐めている節があるためそのうち痛い目にあうだろうとチルチャックに予測されているが、同時にうまく立ち回るだろうとも思われている。

センシ
声 - 中博史、大隈健太（若いセンシ）
種族：ドワーフ。112歳。出身地は東方大陸のイズガンダ。恰幅の良い短躯と丸い大きな目、豊かな黒髪と髭を蓄えた、ドワーフ語で「探求者」を意味する名を持つ斧戦士。魔物食に初挑戦したライオスたちの素人振りを見かねてパーティーに加わり、レッドドラゴンの調理を目的として同行を申し出る。食事面でパーティをサポートし、戦闘ではライオスと共に前衛を務める。また、古代ドワーフ語が読める。
先祖代々から伝わると自称する家宝の盾を鍋と鍋蓋へと加工し、ミスリルの包丁を含む各種調理器具と調味料を常時携行、迷宮で10年以上魔物食の研究を続けて自給自足の生活をしていた。普段はダンジョン内第三層を拠点として活動している。月に一度程度、地上に出て調味料などを買い揃えており、その際にライオスたちと出会うこととなった。
ゴーレムを無許可で起動させ畑の代用とし、ダンジョン各所にあるトイレの屎尿を回収して肥料にするなどしているが、これが結果的にダンジョン内の保守点検の役目を果たしている。迷宮内で単独活動をしていたために冒険者としての技量は高く、魔物の身体の造りや習性などに関する知識が、戦闘時にも柔軟に活用されている。
魔法による簡便な手順の処理には、関心を示さないどころか露骨に嫌がり、旧来の技術を用いて労を取ることに自負と拘りを持つ。とはいえ、魔法そのものを不合理なまでに毛嫌いしている訳ではなく、必要とあれば渋々ながらもマルシルの魔法を受け入れている。
ダンジョン内であっても食と健康の重要性を説き、偏った栄養の食事を摂ることを良しとしない。ことに成長期の若者には食べさせなければという思いは強く、時として強迫観念じみている。それは解毒の薬草が一刻を争うレベルで必要な目の前の毒に侵された人物に対し「どうせなら美味しく調理して食べよう」と薬草を料理し始めたりするところからもうかがえる。根本的には頑固な気質ではあるものの、料理に関しては真摯かつ誠実に向き合っており、自分の過ちを認めてマルシルを褒める度量は持っている。
反面、料理以外の物事には極めて大雑把且つ適当で、ドワーフでありながら鉱石の種類も見分けられず、鍛冶の技術と才能にも不足していることに同族から呆れられたり驚かれたりしている。戦斧の手入れも粗雑でレッドドラゴンとの戦いでもあっさり砕け、前述の通り「家宝」で希少鉱物製であるアダマントの盾を鍋に打ち直すという、標準的なドワーフの感性を持つナマリが驚嘆するような行いも平然としている。戦斧はオークのリドたちから代わりを譲ってもらっている。
実は76年前に「島」の住民より先にダンジョンを掘り当てた、山師めいたドワーフ鉱夫団の唯一の生き残りであり、彼の持つ兜や鍋は仲間の形見である。当時は36歳（トールマン換算で14歳から15歳相当）の見習いで、そのまま一人で糊口を凌いできたためか、本来ドワーフが備えているはずの知識にも疎い。
76年前、黄金城の財宝につられて深入りしすぎた鉱夫団はグリフィンの襲撃により退路を失い、食料が尽きたためにセンシが可愛がっていた荷馬のアンヌまでも殺して食べなければならないほどに追い詰められる。仲間は年少者であるセンシを生かそうとかばい続けながら、一人また一人と斃れていき、最後にグリフィンを倒したとしてその肉を使ったスープを食べさせた後、全員がその消息を絶った。この凄惨な経験から、センシはグリフィンに強いトラウマを植え付けられ、また最後に与えられたスープの原料は、実はグリフィンではなく仲間の肉だったのではないか（ウミガメのスープ）という疑念を抱えてしまったために、故郷へも戻れず一人迷宮で生活を続けていた。しかしライオスの機転と知識により、実は鉱夫団を襲撃したのはグリフィンではなくヒポグリフと言う近縁種の魔物であり、スープの原料もその肉であったことが判明。センシは長年の苦しみから解放されたことをライオスに感謝し、仲間としての絆を深めた。
迷宮で簡単に蘇生ができる事について懸念を示していたが、「魂は卵に例えられる」と聞いてファリンの現状をベーコンエッグに例え、「食した竜の肉が元に戻らない性質を使えば、ベーコンと卵を剥がすようにファリンの魂だけを救えるのではないか」と前向きな提案をした。
日記をつける習慣を持ち、『ハルタ』63号には彼の日記と言う設定の綴じ込み付録がついている。この日記の内容は公式副読本『ダンジョン飯 ワールドガイド 冒険者バイブル』にも収録されている。

ファリン・トーデン
声 - 早見沙織
種族：トールマン。23歳。ライオスの実妹で魔術師。北方大陸出身。柔和で温厚な性格で、仲間内の諍いを仲裁し宥める役回りをしていた。魔物を「食べたい」と発言するなど、好奇心や冒険心も兄と同じく旺盛。物理的な戦闘は好まず、回復を主とする補助魔法の他、高度な術法を用いた除霊を行う。中でも除霊については、マルシルですら舌を巻くほどに高度であった。会得しているのはノーム系の魔術で、学んだ魔術を兄に手ほどきしたこともあるが、感覚派のため説明下手で、ライオスが魔術を習得するには至らなかった。
幼少期から兄を追って野山を駆けまわっていたが、ある日、村の墓地で彷徨う死霊を鎮めたことで、他の村民らから気味悪がられてしまう。しかし、兄からその素質を活かした職に就くよう勧められ、兄妹で異国を旅する空想を楽しんでいた。ファリンの村における対応を聞いたマルシルは「中世か」と驚いていた。
兄が村を出た1年後、村を出てカーカブルードの魔法学校に入学するが当初は学校に馴染めず、授業を抜け出ては、校外の山で読書や兄に送る手紙を綴って過ごしていた。そのため友人も出来ず成績も上がらなかったが、ダンジョニウム課題発表の際、自他ともに秀才と認めていたマルシルを遥かに超える成果を上げる。この結果に驚愕したマルシルは彼女の散策に同行してあるダンジョンを訪れ、その才能が兄ライオスに勝るとも劣らぬ好奇心と生命全般に対する愛情によるものであり、ダンジョンを一つの生態系として捉える姿勢であったことに深い敬愛を抱き、以降二人は良き友人となった。それからは手紙の文面も学校生活も好転していたが、ライオスが「島」へ渡る直前に会いに来た際、共に冒険すべく卒業を控えながらも学校を抜け出し、以降は迷宮探索を稼業とする。
物語冒頭で、ライオスを庇ってレッドドラゴンの牙に捕われながらも、帰還呪文を唱えてパーティを地上に逃して救ったが、自身は捕食されてしまう。後に兄たちのパーティがレッドドラゴンを倒すことに成功、体内から回収して組み立てた骨から、レッドドラゴンの血肉を使用したマルシルの秘術によって蘇生した。
しかし、黒魔術とレッドドラゴンの血肉という組み合わせから正気を失い、迷宮から脱する前にレッドドラゴンの主人である狂乱の魔術師シスルによって、魂を混ぜ合わされた異形のキメラの姿に変えられてしまう。
キメラの姿はファリンの容貌が多分に残っているものの、その意識はシスルに隷従するレッドドラゴンの魂に支配されており、かつての仲間を容赦なく襲って殺そうとする一方、魔力切れになろうともシスルを積極的に護ろうとするなど、ファリンの意思は殆ど見られない。しかしシスルと一緒に木の実を食べようとするなど、行動の端々にファリンらしさもある。
キメラとなったファリンは魔物として非常に強力な敵となっていたが、巨大な体躯に対して食物を摂取できるのはファリン自身の口のみであるため十分な食事をとることができずに飢えていた。これを見抜いたライオスの発案で、大量のウサギカレーとビールを餌として捕獲、兄ライオスの手で殺害される。その後は迷宮の主となったマルシルのために、翼獅子によって冷凍・保護されている。
冒険者バイブルによると、卒業も就職先も決まっていた模様。就職先は墓守であり、忌避されていたファリンらの故郷とは違い、非常に待遇が良いとマルシルが説明している。また、実は幼い頃から視力が低く、目を凝らして見ているために細目になっている模様。そのため救出直後は目を細める場面が少なくなり、魔物化した際には表情を崩す時以外は目を開けている。

アセビ / イヅツミ
声 - 神戸光歩
黒魔術によって大猫と呼ばれる魔物の魂を混ぜられたため体の大半が獣人となってしまったトールマンの女性。17歳。「アセビ」はシュローの父の部下として与えられた通名で、「イヅツミ」が本名。東方群島出身。食事の際のマナーや偏食などから、チルチャックから「育ちが悪い」と推測されている。
元はシュローの供として島に渡った忍者の一人で、第38話でシュローたちが帰還の術で地上に戻る際に「足抜け」して一行から離れ、第40話でマルシルを人質にしてライオスたちの前に現れ、自分にかけられている2種類の術をマルシルに解呪させることを要求する。マイヅルにかけられた首輪の術は、現れた式神をライオス一行によって倒されたことで解呪されたが、残りのひとつはかなり特殊な黒魔術であり、ふたつの魂が混じり合っているという難解な状態のために現状ではマルシルにも手出しできていない。しかし、「魂の分離」が「狂乱の魔術師」にキメラ化されたファリンの最終的な救出法に類する可能性から、ライオス一行と共に「狂乱の魔術師」打倒に向かうことになる。
猫系獣人かつ忍者であるため戦闘能力は一行の中でも高く、特に身軽さと素早さを活かした接近戦を得意とする。苦無を武器とするが、魔物相手にほぼ素手で戦えるほど強い。
飽きっぽく打算的で自己中心的な性格の持ち主。物心ついた頃には既に獣人化しており、故に人間扱いされず見世物として所有者と土地を転々とした末、シュローの父に買い取られマイヅルに躾けられた。その時点で既に人間不信が根付いていたため、恩義や仲間意識は感じていない。ライオスたちに対しても仲間意識を抱く所までは行っておらず素っ気ない態度を取るが、当たり前のように自分を協力者として扱い、食事を分け与えて来る彼らに対して、次第に警戒心を解きつつある。ライオスからファリンの過去を聞いたマルシルが泣き出した際には、戸惑いながらもマルシルを慰めるような態度を見せている。
前述の通りかなりの偏食で、食べたくないものは避けたり捨てたりする。肉や魚は進んで食べるが、野菜やきのこは口にしたがらない。センシからも度々窘められているが、直す気配はない。魔物食も最初は徹底的に拒絶していたが、バロメッツなど美味なものなら受け入れる。猫系獣人であるため、消化出来ない物を食べた際は嘔吐してしまう。
体型は人に近いが体毛が長い為、人前でも気にせず服を脱ぐ事がある。が、魔獣好きであるライオスは「乳首の数」「尻尾の付け根」を見ようとしてチルチャックとセンシに止められている。
サキュバスに襲われた際、本人の記憶にない「母親」に変身される。通常であれば身動きが取れなくなるサキュバスの魅了を受けながら「母親」と戦い倒せたため、一時は「心まで人間ではなくなったのでは？」と落ち込んだが、同時に出現したクロヒョウのようなサキュバスの存在に疑念を抱く。そしてクロヒョウ姿に魅了される何者かが「自分の中の獣」だと思い至り、そこから一つの身体にイヅツミ自身と融合された獣という2つの心があるとの結論を得て、「自分は一人ではなかった」とも思うようになる。

### ダンジョン冒険者・探求者

#### カブルー一行
若手の冒険家パーティ。リーダーのカブルー、魔法使いのリンシャ、ハーフフットのミックベル、コボルトのクロ、ドワーフのダイア、ノームのホルムのパーティ。
他の冒険者たちとは違い、リーダーのカブルーは稼業としてではなく、迷宮の解呪と魔物の根絶という理想と目的を持ってダンジョン探索を進めており、仲間もその理想に相応しい人物として支持している。他の冒険者たちから一目置かれている面もあるが、経験値や実力は理想には見合っておらず、そのことを自覚はしているものの、見込み違いや油断が祟って度々全滅の憂き目にあっている。
作中では、全滅しているところをライオス一行に発見され、死体回収屋に見つかりやすいよう2度にわたって措置をされているが、悪質な冒険者たちの差し金もあり、すれ違いが元でライオスたちを「宝石・食料泥棒」と誤解してしまっている。その後、偶然からシュロー一行に同行して下層へ潜りライオス一行を発見、彼らと共にキメラ化したファリンと戦うも歯が立たず、シュロー一行と共に地上へ戻った。
しかし「島」を訪れたカナリア隊による、周囲の被害を一切考慮しないダンジョン攻略への危機感から、ライオス一行のダンジョン攻略を期待し時間稼ぎの策を講じる。
カブルー
声 - 加藤渉
黒い癖毛に褐色の肌、青い瞳をした青年。22歳。容姿端麗で、プレイボーイらしき描写も見られる。
一見人当たりの良い好青年だが、冷徹で狡猾な策略家の面がある。悪人というわけではないが、理想のためには殺人も辞さず、人間観察を好み、常に相手を値踏みしている。交渉術や人脈形成に長け、ホルムからは「人の懐に入るためならなんでもする男」と評された。コボルト語など異種族の言語も習得しており、また本編では未使用だが簡単な魔術も使える。
以前から噂を聞いていた、トーデン兄妹の自らの損得を考えない行動を、人間に興味に持たない故の偽善であると考えており、いつか化けの皮を剥がしてやろうと目論んでいた。後に異常なほどの魔物好きと知って、ライオスの迷宮探索の動機については納得している。不気味にも思っていたので、むしろ安心したとの事。
対人戦に長ける一方、魔物退治は苦手としている。また、後述の魔物禍被災の経験から本心では魔物を「見たくも触りたくもない」が、ライオスとの対話の際に彼から魔物料理を勧められて已む無く食したことから、トラウマに近い感情を抱いている。しかし、後には成り行きとはいえ魔物を食べざるを得なくなった。
迷宮で栄えた西方大陸の町ウタヤの出身であったが、15年ほど前に突如迷宮から魔物が溢れ死者が続出。魔物化した死者と西方エルフ族カナリア隊との戦いの巻き添えで、唯一の肉親であった母を故郷もろとも喪う。当時のカナリア隊副長・ミルシリルに引き取られ高い教育を受けた後、養母の大反対を振り切って冒険者となる。しかし、自らの実力ではダンジョンを攻略できないとも思っていた為、可能性がある冒険者の支援も考えており、ライオスは候補者の一人だった。後に念願のライオス一行と対面した結果、ライオスにある程度の実力とダンジョン攻略の可能性を認めたものの、同時に「大の魔物好き故に迷宮を手に入れても素直に封じないのではないか」とも懸念している。これらの経緯から迷宮を利用する人間を嫌い、カブルー一行とライオス一行の痛み分けを狙ってカブルーをつけていた死体回収屋に怒りを露わにし、騙し討ちをした上に助けを請う者も含め惨殺、蘇生されないように水中に落としている。
カナリア隊の扇動で浅層に出現した狂乱の魔術師シスルと対決した結果、ミスルンと2人きりでダンジョン深層へ取り残される。救出までの1週間ミスルンの世話をする中で、西方エルフ達が隠し続ける迷宮制圧理由の真相を知り、カナリア隊と共にライオス一行を追うことになる。しかしカナリア隊には信用されておらず、魔法の手枷を付けられ、カナリア隊のライオスらへの尋問に際しても一歩退かざるを得なかった。
翼獅子がカナリア隊を鎮圧した事で手枷が外れ、彼らやライオスたちと共にシスルの家から脱出。迷宮の主となったマルシルを追おうとするライオスに危機感を覚え、いったん留まるよう説得を試みる。しかしリシオンに魔物嫌いをバラされたうえ、不測の事態に発言が乱れてしまう。そんな中でライオスに「あんたと友達になりたかった」と口走った際、それはないと自嘲するライオスに激高し殴打する。ライオスに近づいた真相と彼の危険性の危惧、一方でライオスに死んでほしくないという本音を晒したが、なおもマルシルを諦めないライオスをリシオンからかばう形で崖下に突き落とし、事後を託した。
冒険者バイブルによると良家の生まれだが一族と目の色が違い、これが要因で母共々家を追い出されたとしている。目の色の違う理由をカブルー自身はサキュバスの仕業と考えていたが、ミルシリルに「サキュバスは人を孕ませる力はない」「陰性遺伝や遺伝疾患の可能性」を説明され、一度はその疑いを晴らした。しかしライオスから、インキュバスか寄生バチの一種の可能性を示唆され、モノローグで憤慨する場面がある。
ミルシリルが彼を保護した事はほかのエルフ達の耳にも届いていたようで、カナリア隊に自身の素性を明かした際には友人の子供に接するような態度をとられている。
ライオスにはなかなか名前を覚えてもらえず、ライオスのモノローグでの名前の間違いにツッコミを入れる形で回想されている。一方でカブルー自身はきちんと相手を理解しており、シェイプシフターに遭遇した際もミスルンに瓜二つの分身が作られている（カブルーの分身はかかしのごとく不細工なものだった）。シュローに対しても、従者以外で唯一彼の本名である「トシロー」と呼んでいる。
完全に打算的というわけではなく、ガイドブックではミックベルへの惜しみない友情を語るクロを応援し、その危険性を理解しながらもライオスを殺したくないという本音を伝えるなど、良識もきちんと見せている。

リンシャ・ファナ
声 - 高橋李依
魔法使いの若い女性。24歳、愛称は「リン」。気の強い性格。東方人だがシュロー達とは出自が異なり、「島」がある地域の生まれ。カブルーに好意を持っている。自分たちの食料を奪った相手（つまりはライオス一行）への報復に最後まで執念を燃やしていた。カブルーから「パーティを一撃で消し炭に出来る」と称されるほど強力な魔術を使える。実際、レッドドラゴンと同化したファリンを電撃一発でダウンさせている。
幼い頃、魔術によって生計を立てていた両親が私刑に遭い死別、駆け付けたエルフ達に保護され動物のような扱いを受けた経験から、エルフを大の苦手としている。カブルーとはその頃に出会う。

ミックベル・トマズ
声 - 富田美憂
ハーフフット。22歳。中性的な風貌の男性で一人称はボク。スラムの底辺で育ち、他人種に媚びたり騙すことに躊躇いがない。その為かチルチャックとは相容れないタイプであり、チルチャックの作ったハーフフットの組合からの誘いも詐欺か恐喝の一種だと考え無視し続けている。後にチルチャックと対面するが、キメラから助けられた事もあってか普通に会話をしていた。なお、クロの直接の雇用主でもあり、家族のように思っているが、ホルムから「薄給でこき使っているのではないか」という疑念を持たれている。

クロ
声 - 奈良徹
コボルト。18歳。黒白の体毛が特徴。片刃の長剣を使う。作中の共通語はそれほど流暢ではなく、初登場時は台詞がカタカナで表記されていた。奴隷商に捕らわれていたのを偶然ミックベルに助けられて以来、彼に雇われている。「クロ」というはミックベルに付けられた仮の名で、本名は「ヨダン」。普段はとても従順で比較的大人しいが、一度戦闘になると勇猛果敢に攻め立てる。初対面のイヅツミに対しては、彼女の中の魔物や魔術の気配を嗅ぎ分け威嚇していた。
実はカブルーに人語を教わっており、その際にミックベルへの惜しみない友情を語っている。珍しくカブルーがモノローグでその友情を応援している模様。

ダイア
声 - 河村螢
ドワーフの女性。58歳。目元が隠れた髪型が特徴。武器は斧。クロと並んでパーティの前衛役を務める。口数が少なく落ち着いた性格。東方の迷宮の守人一族の出身で、「自分たちが守っているものを知る」ため一族を捨て冒険者となった。ナマリの父親である「武器屋」について知っていた。裏島主の従兄弟姪である。性格と違って戦い方は豪快で、仲間達を魔物に見せる幻覚を受けたカブルーは彼女の戦い方を見て正体を察知し、事態を打開した。

ホルム・クラノム
声 - 広瀬裕也
ノームの男性。76歳。垂れ目と帽子が特徴。四種類の精霊を扱う魔術の他、蘇生術も使える。おっとりとした雰囲気で、性格も穏やか。精霊たちにはそれぞれ名前を付けるほど愛着を持っている。一度に複数の事が同時に起こると固まる癖がある。エシエ（精霊、ノーム）を駆使してファリン戦では生き延びており、彼の蘇生魔法を起点に態勢の立て直しに成功している。

#### タンス夫妻一行
迷宮内に施された呪術の調査研究のためにダンジョンに潜っている学者一行。呪術師のタンス夫妻とその養子であるトールマンの戦士カカとキキ、そして元ライオス一行のドワーフ戦士ナマリで構成されている。
タンス夫妻
声 - 井上和彦（タンス）、所河ひとみ(ヤーン)
種族：ノーム。蘇生魔法を始めとした強力な魔法を使いこなす呪術師の夫妻。夫は210歳のタンス・フロッカ、妻は204歳のヤーン・フロッカ。島主の相談役でもあり、迷宮の謎が明かされる前に西方エルフに迷宮が渡らぬように水面下で綱引きをしている。ライオスのパーティーを抜けたナマリの新たな雇い主。タンス氏は、身内にはやわらかく優しい対応をする一方で、ライオスらやナマリに対しては、一見人当たりの厳しい頑固者といった態度を取るが、ナマリの心情を慮る面も見せている。夫の方はノームにしては目つきの悪い方らしい。

カカとキキ
声 - 高橋良輔（カカ）、長谷川育美（キキ）
種族：トールマンの若い双子。護衛として探索に同行している。帯剣した男性がカカ、クロスボウの射手を務める女性がキキである。共に20歳で、島の地元民にもみられる褐色の肌をしている。カカは不愛想で寡黙だが、キキは物腰柔らかな性格である。元は戦争を避けて放浪を続ける一族の出であるが、ある街の酒場で捨てられた際にタンス夫妻に引き取られた身内であり、タンス夫妻の事を「じーちゃん」「ばーちゃん」と呼ぶ。
オークがエルフと対峙した際、一飯の恩義があるとして、キキがタンスを説得している。
本編での描写は少ないが、冒険者バイブルでは補足がいくつかなされており、トールマンの中でも特段足が長く、タンス夫妻の下ノームと長く住んでいた事で、カカにとってはコンプレックスになっている模様。

ナマリ
声 - 三木晶
種族：ドワーフ。61歳。ファリン救出行以前のライオスの元パーティーメンバー。東方大陸出身。短身ながらも勇猛な斧戦士で筋骨逞しい傭兵の女性。ナマリ自身も武具にこだわりを見せ、素材や手入れの程度など細かい目利きが効く。父親は島では「武器屋」と呼ばれ、ドワーフの生産する武具の流通を取り仕切っていたが、以前よりトラブルを起こしがちであり、最後は多額の横領が発覚した際に失踪した。これが原因でドワーフの社会においてナマリも村八分にされてしまっており、また島主のドワーフたちに対する心証が悪化したことから、島主に父親の借金を返済すればドワーフたちの地位を回復し、自身も許されるのではないかという希望からライオスのパーティに加わっていた。金銭面での問題のため、レッドドラゴン征伐失敗後は、実入りの良い職を他に求めて離脱し、支払いの良いタンス夫妻の迷宮調査隊に採用される。
ダンジョン内でライオスと出会わせた折、出処も不明で制作した人種も判らない武器を振るうことを手厳しく注意し、真っ当な剣を購入するよう幾度も忠告している。タンスからは攻撃魔法の巻き添えをくらう、盾代わりに使われて死亡する等、散々な扱いを受け不満を爆発させてもいるが、仲間でいたいと主張している。蘇生慣れすると死や危険に対する感覚が鈍ることもあるため、極力死亡を回避し安全の担保を確保するよう新しい仲間に説くなど、小言や不平が多く口うるさいものの、他人が抱える問題や窮地に配慮するなど、お節介で世話焼きな面を見せている。一方で武器の扱いについてはライオスから一目置かれており、キキがテンタクルスに捕らわれた際はライオスがキキのクロスボウを回収しナマリに託し、見事テンタクルスの急所を射抜いている（ナマリ自身はクロスボウの使用は初めてであったため、まぐれの可能性もある）。
自身の傭兵としての評判に関わるため、ライオス達とは敢えて距離を置こうとしているが、彼らのことを気にかけてもいた。再会した時は謗られる覚悟をしていたが、ライオス達が嬉々として魔物を調理してる姿を見て、逆にその現状に愕然とする。マルシルとは再会直後やや険悪だったが、再び別れる時には和解していた。地上への帰還後も、蘇生所に寄りファリンの死体を探すなどしている。西方エルフのカナリア隊の上陸後、島主の館の前でシュローおよびカブルーと合流。以後、彼らと行動を共にするが、ダンジョンにてカナリア隊の陽動によって現れたキメラを見たとき、事情を知らなかったとは言えファリンの名を口にしてしまい、カナリア隊に目を付けられる。
カブルーがミスルンと共に下層へ落ちた後、シュローと共に「人質にされたカブルーの仲間」として顔合わせをしていたため、完全に巻き込まれてしまった模様。
地上に出てきたオークが、ライオス擁護のためにエルフと対立した際、シュローの「ライオスがカナリア隊をどうこうできるとは思えない」との発言に「魔物に対しては強いが人間にはからっきし」と同調し、エルフとの対立の姿勢を見せている。
酒場のウェイトレス等から「足の長い男が好き」と評されていたが、ナマリ本人は種族の特徴的な部位（ノームやエルフの耳、トールマンの長い脚）に防具がぴったりと収まる様が惚れ惚れするとして、カカ、キキの足を長い脚を称賛している。

#### シュロー一行
東方群島・ワ島からやった来た良家の嫡男・シュローと彼の一族に仕える女性たち。シュロー以外はいずれも本名ではなく、通り名を名乗っているほか、いずれも顔のどこかにホクロのような小さな点状の星の入れ墨を入れており、その数で地位を表している。リーダー格でシュローの養育係でもある魔術師マイヅル、忍者のヒエンとベニチドリ、オーガのイヌタデ、覆面のアセビ（イヅツミ）。後にアセビは足抜けしライオス一行に加わる。
シュロー / ナカモト・トシロー
声 - 川田紳司
種族：トールマン。26歳。ナマリと同じくファリン救出行以前のライオスたちの元パーティーメンバー。黒髪の総髪をした侍のような東洋風の服装で刀を武器とする男性。本名は「半本俊朗（ナカモト・トシロー）」だが、ライオスたちには発音が難しいため「シュロー」と呼ばれている。東方群島・ワ島の半本家の嫡男として生を受ける。半本家は古くより工作・諜報の技をもって領主に仕えてきた一族であり、そのため剣術のみならず忍術や魔術にも長ける。弟のトシユキ、トシザネ共々「海の外で"面白いもの"を見つけてこい」との父の命令により島を訪れた際にライオスと出会い、パーティーに加わる。ライオスの評では大抵の冒険者より強く、実際ライオスたちのパーティーでは前衛を務め、ドラゴンなどの強敵にとどめを刺す役を担っていた。イヌタデが打ち上げたシーサーペントを刀で両断してもいる。
口数が少なく、生真面目な性格。ライオスからは強い親近感を持たれていたが、実は鈍感で大雑把で間の悪いライオスを苦手に思っていた。ライオスの妹であるファリンには、彼女の独特の感性に惚れて求婚、返事待ちの状態だったが、ライオスはシュローの気持ちに全く気付いていなかった。
ライオスたちと別れた後は「別のツテを使ってファリンを救おうとしているのではないか」とナマリが推測していた通りに、離脱後すぐ故郷の者と合流し、共に迷宮に潜っていた。その後、一度蘇生させたファリンを「狂乱の魔術師」に奪われた後のライオスたちに出会い、ファリン蘇生に禁断の黒魔術を使用したことを知らされて激昂する。さらにキメラ化したファリンに襲撃されてマイヅル達が全滅する憂き目に合ったため、仲間の蘇生が終わるとファリン救出を諦めて迷宮を後にする。
脱出前にライオスとはそれまでの不満をぶち撒け合いながら殴り合いを演じたが、一応はわだかまりが解けた模様。島にはもう戻らないとしながらも、ライオスたちが迷宮から生きて出られた際に、禁忌を犯した罪から東方に逃亡できるようにと合図の「鈴」を渡す。ただしライオスは鈴を適当に鞄に入れてしまったようで、シュローが持つ対の鈴はほぼ常に鳴り続けている。
しかし地上に帰還直後、成り行きでカブルーを手伝うこととなり、彼や「島」を訪れたカナリア隊と行動を共にする。洞察力が高く、カナリア隊到着に焦るカブルーを見て迷宮閉鎖以外の目的を察し、カブルーの本音を引き出している。
カブルーがミスルンと共に下層へ落ちた後、ナマリと共に「人質にされたカブルーの仲間」として顔合わせをしていたため、巻き込まれてしまった模様。
その後、パッタドルらがいなくなって暴走するカナリア隊とのいざこざでリンシャ、フラメラと共に下層へ落下してしまう。オーク達に捕獲されたが、マルシルが迷宮の主になったことで発生した地殻変動によって地上に戻される。ライオス捕獲に燃えるカナリア隊と対立するオーク達に対し、シュローもまた「ライオスではミスルンらを倒せない」事を指摘し、冒険者らでカナリア隊と戦う決意を見せている。
ナマリ共々、単行本第6巻表紙のメインで、長尺のマグロ包丁らしきものをもってシェイプシフターに囲まれている。

マイヅル / イヨ
声 - 日笠陽子
一行のリーダー格を務めるトールマンの魔術師。41歳。本名は「イヨ」。星の数は二つ。妙齢の女性で、名前の通り鶴を思わせる袖のついた衣装が特徴。シュローの事を「坊っちゃん」と呼び、付き従いながらも養育係として常にその身を案じている。正気に戻ったシュローに感謝された時は、滂沱の涙を流した程。その愛情は、料理を通してセンシも感じ取り称賛している。式神を作り出したり、蘇生術や転移術等、様々な魔術が使え、料理も上手い。シュローに対する対応はやや過保護だが、シュローとライオスの喧嘩を止めない程度の分別はある。シュローの父とは愛人のような関係にあるため、シュローの母からは疎まれているが、マイヅル自身は彼女を芯のある女性と評し、好感を持っている模様。

ヒエン / ナカ
声 - 志田有彩
シュローの護衛を務めるトールマンの女忍者。26歳。本名は「ナカ」。星の数は二つだが、実質的な位階はマイヅルに次ぐ。長身で姉御肌な性格。両親とも半本家の使用人であり、シュローとは幼馴染にあたる。恋愛感情がないとは言っているものの、シュローが好きな人がいると告白した際にはショックを受けていた。何でも器用にそつなくこなせるため、多少自信家で他者への共感が希薄であるが、忍びとしての実力はしっかり伴っている。身長とBMIからカブルーと同等かそれ以上の体重であるが、そのカブルーを足場にするほどの軽業を見せている。
ファリン戦における最初の犠牲者で、戦局が一転した事をその身で伝えている。

ベニチドリ / マツ
声 - 鬼頭明里
シュローの護衛を務めるもうひとりのトールマンの女忍者。23歳。本名は「マツ」。星の数は二つ。小柄で美形。出自は貧しい農村であり、奉公先からさらに半本家へと買い取られた。幼い頃から人の顔色を窺って生きてきた結果、化粧なしでは自分の素顔を晒すことが出来ない醜形恐怖症を患っており、その反動として優れた変装技術を会得している。一方で、自分の素顔を褒めてくれたヒエンとは、強い友情で結ばれている。ヒエン共々、シュローとファリンの婚姻については「（肖像画の）画材が変わる」と形容する形で懸念している。

イヌタデ / ヒジョウヒ
声 - 古谷佳乃
オーガの女性。17歳。愛称は「タデ」で、本名は「ヒジョウヒ」。星の数は一つ。作中の人間の中でも特に背が高く屈強な体格で、オークのゾン以上の巨体を誇るが、実年齢はイヅツミと同じである。棘付きの金棒を武器とし、その膂力は巨大なシーサーペントの体躯を打ち返す程。キメラとなったファリンの尾の一撃を受けても死亡していなかったことから耐久力も高く、頚椎損傷なので重傷ではあったが、激痛を伴うマルシルの治癒術を受けても平然と動いている。シュローの家来の中では唯一の生存者である。
大らかな性格で食いしん坊。イヅツミとは親しくしていたらしく、「少しの面倒に負けて迷子にならないでね」と諭した事もあった。元は賭け相撲の女力士であったが、たまたま初土俵を見に来ていたシュローの父に気に入られ、買い取られた経緯を持つ。そのため、幼少期の過酷な生育環境も相まって、シュローの父を神のように崇めている。

#### その他の冒険者
ドニ、フィオニル
声 - 野上翔（ドニ）、森田涼花（フィオニル）
1巻でバジリスクに襲われていた2人組。若い男性のトールマンがドニ、ハーフエルフの女性がフィオニル。他に仲間が4名いるが、名前は判明していない。ドニは18歳、フィオニルは62歳。
バジリスクの毒で危うく死亡し掛けたが、センシの持っていた毒消し草を使ったバジリスクの丸焼きで事なきを得た。治療後、ライオスに助言を求め、割り込んできたセンシのアドバイスを受けて冒険を続けたが、結局人食い植物に捕まって全滅した模様。
ガイドブックによると、実はフィオニルは、西方エルフが迷宮の情報収集のために雇った魔術師だが、広い世界に憧れたドニの話に感化され、彼のパーティーに加わった。この経緯から、フィオニルはカナリア隊から隠れる形で行方をくらましている模様。
オークがカナリア隊と対峙した現場に居合わせており、ライオスらを擁護する発言をし、タンスパーティやナマリ、シュローらが後に続いている。また、カブルー達と面識がある。

ダンダン、ワーンツ、アシビア
声 - 林幸矢（ダンダン）
ライオスのパーティー結成時の初期メンバー達。ダンダンは鍵師の男性、ワーンツは戦士の男性、アシビアは魔術師の女性。当初はファリンとナマリを含めた6人で行動していたが、ダンダンは三階以下は自分には無理だと抜け、ワーンツも空気が合わないからと辞めてしまった。
その後、ダンダンからの紹介でチルチャックが加入し、ライオスがシュローを見つけて加入させた。だが、アシビアがライオスに何度も色目を使い、ライオスも彼女を優遇していたため、他のメンバーから苦情が頻出、特別扱い出来ないと告げられたアシビアはあっさりパーティーから去って行った。そしてファリンのツテでマルシルが加入し、現在の構成（物語開始時）となった。

### カナリア隊
西方エルフが迷宮の調査及び制圧のため各地に派遣しているエルフの精鋭部隊。正式名称は迷宮調査隊だが、炭鉱のカナリアに由来する揶揄から、俗に「カナリア」と呼ばれている。専用船には小鳥の船首像が付けられており、隊員のほとんども「カナリア」と認識しているが、実際はヒバリ。その3分の2は古代魔術に関わる犯罪者、残りは看守役を兼ねた貴族の子息で構成されており、並の冒険者では対処できないレベルの魔物を制圧できるだけの知識と実力と経験を備えている。
今回「島」に上陸した部隊員は6名で、隊長のミスルン、前髪を切りそろえた女性パッタドル、褐色肌の女性シスヒス、癖毛のフレキ、長髪で半裸の男性リシオン、短髪で小柄なオッタ。なお彼ら以外の隊員が専用船に待機していたが、パッタドルの暴走で上陸した模様。
ミスルン
声 - 内山昂輝
カナリア隊隊長。185歳。銀髪に黒い瞳を持つ細身の男性。看守を担当する罪人はシスヒスとオッタ。右目は義眼であり、両耳が上半分欠けている。方向音痴であり、時折来た道を間違えて歩こうとする。魔物に対する知識も豊富で、個体の特性を熟知しているような素振りを見せており、本編ではその知識の一部を披露する場面がある。
転移術の使い手。一瞬わずかに触れるだけでも、相手を転移させる事が出来る。その様を「飛ばす」と言っているが、実際には「飛ばした先の物体と交換」している。戦闘の際は相手を壁に埋め込ませる、物体を飛ばして頭上から落下させる、物体と相手の体の一部を入れ替えて負傷させる等、様々な使い方をする。ただし隻眼と方向音痴から、転移先の位置を外すこともしばしば。他にも蘇生術か解毒術、眠りの術等が使える模様。細身の外見に反して身体能力は非常に高く、裏島主の配下達と対峙した際、相手が武器を持っているにも関わらず、転移術を駆使して丸腰で蹂躙している。チェンジリングで人間に変化した際にその作られた体は露になっており、カブルーに「たくましい背中」と評されている。冒険者バイブルによると、狭い自室ながら片腕立て伏せをする空間は作っている模様。
基本的に無表情で、感情の起伏が少ない人物。カナリア隊を率いて迷宮に侵入、転移術で狂乱の魔術師を追いつめるもカブルーに止められる。その後共に深層に落下してしまい、以降はカブルーと行動する事になる。
元は名家の次男坊で、病弱な兄の代わりに看守となって迷宮探索をしていた。しかし、ある日山羊の姿をした悪魔に「看守にならなかった未来」を唆されて迷宮の主となってしまう。最終的にその悪魔に欲求をほぼ全て食われてしまい、食事や睡眠、排泄と言った生存に不可欠な欲求すら感じない体となった。唯一残ったのは悪魔への復讐心であり、現在はその欲求だけを拠り所に生存している。
シスルに対しては、事前に調査を進めていたこともあり自身と同族である彼の素性や歴史を知り得ている。カブルーの言動から迷宮に近付く存在を察し、カブルーからライオスが魔物好きであると知った時は、「（迷宮の主に）なる前に殺した方がいいと思う」と言い切った。
こうした経緯から悪魔に対して激しい憎悪を持っており、ライオス一行に追いついた際、彼らの対処はパッタドル達に任せ、自身は翼獅子を封印した本の捜索を行う。シスルの家の屋根裏部屋でマルシルやイヅツミと対峙するも、翼獅子の正体を知らないマルシルと話が噛み合わず、邪魔なイヅツミを転移させ、本の捜索に抵抗したマルシルをかわす形で彼女ごと転移しパッタドル達と合流する。チルチャックの発言からマルシルを高位のエルフと勘違いしたパッタドルとそれに乗じたマルシルの会話で、世間話を装って誘導尋問を行い、嘘を暴くと本の捜索を再開。捜索対象がマルシルの服の中であったためパッタドルに引き離され、マルシルの翼獅子解放を許した。それでも迷うマルシルを激しい憎悪と容赦のない猛攻で追い詰めるも、彼女が迷宮の主になる事を宣言した事で力を得た翼獅子によって他のカナリア隊員と共に鎮圧された。ミスルン自身は転移術を駆使して難を逃れたが、満身創痍の状態を見越したカブルーによって気絶させられる。
覚醒後、迷宮の主となったマルシルと再び対峙し追いつめるが、再び翼獅子に阻止されたうえ、マルシルの魔法によって頭を吹き飛ばされる。本編においてマルシルが殺害した唯一の人間となった。
カブルーはかつての彼を完璧な好青年であったと予測したが、ミスルン自身からすべての人間を見下していたと否定されている。なお、かつては嫉妬の対象であった兄との現在の仲は良好である模様。

パッタドル
声 - 伊瀬茉莉也
鼻の形と切り揃えた前髪が特徴的な女性の看守。82歳。担当する罪人はリシオンとフレキ。貴族の令嬢で、看守としては最年少かつ今回が初任務。巨大歩き茸の踏み付けにも耐えられるほど強力な結界を使う他、連絡用の妖精も管理している。真面目だが、感情的になりやすい。ミスルンを「何を考えているか分からない」「不気味に見える」が「優秀な方」と評価しており、彼がカブルーと共に落下した時は酷く取り乱していた。後に心配のあまり暴走して、船で待機中だった仲間を上陸させてしまう。
経験が浅い事からチルチャックの「マルシルは宮廷魔術師の娘」という発言をエルフ側の宮廷魔術師だと勘違いし、マルシルがそれに乗ったためにしおらしい態度をとっていた。ちなみにマルシルがハーフエルフである事は彼女以外のカナリア隊は気付いていた模様。翼獅子との戦いではカブルーに促され結界を張ろうとしたが、迷宮の主となったマルシルによって生み出された巨大蜘蛛によって麻痺させられた。
シスヒスとはそりが合わず、現カナリア隊決定当初ミスルンに無礼を続けるシスヒスを注意し、パッタドルの知らないところでミスルンを幻術にかけて姦計されかける。しかしミスルンがシスヒスの幻術にかからなかった為、彼女の知らないところで命拾いすると共に、シスヒスがミスルンに従順になる事となった。マルシル軍との戦いに際してはバリアを張っていたためか唯一無傷であった。

シスヒス・オフリ
声 - 武田華
褐色肌を持つ、妖艶な雰囲気を纏った女性の罪人。149歳。罪状は古代魔術の使用と、殺人教唆・文書偽造・詐欺。終身刑。口調は穏やかで冷静だが、敵対者相手には容赦しない冷徹さも持つ。鈴の音で人を惑わせる幻覚術の使い手。看守を操りカナリア隊への入退を繰り返しており、現在は術を使ってミスルンの世話を任されている。基本的には何でも言いなりになるミスルンだが、悪魔討伐が出来なくなるような惑わしにだけは決して従わないため、ある程度の敬意を持ち気に入っている様子。ミスルンと共に落下したカブルーに世話、実質的には介護を指示している。ちなみに完全に無礼というわけではなく、「差別用語となった短命種の別の呼び方を決める」というとりとめのない雑談においてミスルンが「劣等種」と呼んだ際には唖然としている（昔はそう呼んでいた模様）。他の面子が動かないからか、暴走しがちなパッタドルを止める事は最もそりの合わない彼女が行っている。
マルシル戦では彼女に幻覚をかけるもすぐに突破され、マルシルが迷宮の主となった事で召喚した巨大蜘蛛によって麻痺させられている。

フレキ
声 - 篠原侑
ハネ髪の小柄な女性の罪人。130歳。罪状は古代魔術品の所持及び売買。懲役240年。言動がやや荒っぽい。鷹匠の餌掛け（手袋）のような道具を持ち、視覚を共有する鳥型の使い魔を操る。この使い魔は途中に空間が歪んだ箇所もあるダンジョンを突破し、わずか一週間で確実にミスルン達のところへ辿り着けるほど優秀。麻薬中毒者で現実世界を掃き溜めのように感じており、古代魔術に関わったのはあくまで（麻薬を買う）金銭のためだけらしい。ただし麻薬は使い魔を操るうえでも有効に使用する事もある模様。カブルーの出自について聞き及んでいた。
マルシル戦では使い魔を駆使して戦っていたものの、意識を完全にリンクさせたことから、翼獅子との戦いで使い魔が巨大蜘蛛に喰い殺されると共にフレキ自身の神経も破壊され植物状態となり、シスル戦における事実上唯一の戦死者となっている（一度殺して蘇生すれば戻せる模様）。

リシオン
声 - 岸尾だいすけ
長髪で背が高く、女性のような顔立ちの男性の罪人。126歳。罪状は後述のように古代魔術による人体の改変と殺人・傷害。終身刑。上半身はほぼ裸に近く、下半身は腰巻きぐらいしかない衣装が特徴。肌のあちこちに文様のような入れ墨が描かれている。自身の本来の容姿が嫌いで、古代魔術である「人工獣人」を作る術師を探し出し、現在の体を得た。肉体を変異させて狼系獣人のような姿になる術を使うが、イヅツミとは異なり元の姿に戻ることが出来る。獣人の姿は非常に気に入っており、「このカッコいい身体をみんなにも見せてあげたい」と主張している。フレキと仲がいい。マルシル戦では唯一無事であり、麻痺・気絶・脳死の仲間達を介抱した。
気さくで温和な話し方をしているがその戦い方は荒々しく、ライオスへの交渉が決裂した際に獣人としての姿を見せ、彼らを圧倒した。
マルシル戦ではミスルン死亡による戦局の瓦解で生じた隙からユニコーンに重傷を負わされるものの、ライオスらに救出・治療される。ライオスに悪魔の真実を伝え、パッタドルや仲間達の死体回収に向かった。

オッタ
声 - 菊池こころ
短髪で小柄な女性の罪人。137歳。罪状は古代魔術道具の売買及び人身売買。カナリア隊の入隊以前は商人だった。男性的な振る舞いを好むためエルフからも性別を間違われがち。両腕に入れ墨がある。地形を作り変えて壁や足場を作る術を使う。カブルーの出自についても聞き及んでいた。マルシル戦では巨大蜘蛛によって包囲・麻痺させられている。
過去ハーフフットの若い女性ばかりを自らの恋人にしており、フレキからは未成年淫行、リシオンからは三十歳を超えると恋人関係を解消して捨てる、と揶揄されている。本人はそれに対しては結果的にそうなっただけで、彼女たちは立派な成人であり人間として誠実に接したうえでの自由意志による恋愛関係であると主張している。

ミルシリル
かつてミスルンと共にダンジョンへ派遣されたエルフの一人。189歳。元看守の女性で、現在は引退している。当時の二つ名は「陰気なミルシリル」。内向的な性格で、同族のエルフにも馴染めない生活をしていた。
歴戦の軍人の家系で複数のぬいぐるみを自在に操る術を使う。剣技にも優れており、かつてミスルンに「隊随一の剣客」と言われた程の腕前。山羊の悪魔に欲望を食い尽くされたミスルンを発見し、最初は介錯を考えたが、その状態を看破して回収した。当初は完璧に見えたミスルンの事が苦手だったようだが、その迷宮から彼の心の闇を感じ取って同情し、死体同然の彼の復讐心に働きかけ、隊に復帰する手助けをした。
後にウタヤの一件で仕事に嫌気が差し、カナリア隊を引退し、カプルーを含む短命種の子供を養子として引き取って育て始める。カプルー等、短命種の子供達に対しては非常に過保護で、カブルー曰く「子供の疑問や好奇心に応える努力を一切惜しまない人」。幼少期のカブルーに歴史や文化、言語など様々なことを教えた反面、ダンジョンへ潜ることを諦めるよう熱心に諭し、聞き入れられないとわかると過酷な剣の稽古をつけた。
養子たちを溺愛する一方で、上記の事もあり同族のエルフとは折り合いが良くなく、山奥で離れた生活をしている。同じカナリア隊で、短命種と関わりの深いオッタには短命種の子供をペット感覚で可愛がっているだけと批判されている。

フラメラ
「島」に派遣されたカナリア隊の副長で、船で待機していた一人。170歳。真っ黒な黒曜石の肌（描画上はベタ塗りされている）、銀髪、赤目が特徴の女性。弱気な部下たちを叱咤し、短命種を未成熟な種族と評するなど態度は高圧的。戦闘能力については詳細不明だが、長剣を幾つも宙に出現させた描写がある他、マルシル軍との対立ではゴーレムにヘッドロックをかける怪力を見せている。
なお第82話にはエルフの女王が登場している。女王のヘイメアとは遠い血縁関係にあるが、双子として生まれた際、姉が女王の養子とされて取り上げられ、成人前に亡くなった（死因も不明）。フラメラ自身は継承騒動から逃れるためカナリア隊に志願した。その経緯から女王を嫌っており、国や両親、血統、隊長のミスルンなど様々なものに対しても怒りを抱いている。

エリケ、ミーシル
共にカナリア隊の一員で、フラメラの部隊員。エリケは元囚人で、フラメラの相棒を務めている。ミーシルはエリケ担当の囚人。たいした罪は犯していないものの、隊員不足のために採用となった。

### ダンジョンの住人
レッドドラゴン
「炎竜」とも称される、深層に棲む巨大なドラゴンで、赤い鱗が特徴のモンスター。オークによると「狂乱の魔術師」に使役されている魔物。ライオス達を全滅させファリンを捕食し、今回の旅の始まりのきっかけを作った因縁のモンスターである。センシによると1か月に一度しか目覚めず、普段は眠って過ごしているため消化も遅いと推察されている。本来はかなり下層のモンスターの筈だが、何故か地下5階オークの集落近くに出没している。
ライオスの半ば捨て身の行動で倒され、未消化物の中からファリンの骨を取り出されたのち、亡骸の血肉をファリン再生に使われる。現在はファリンと融合したキメラとなっており、肉体の主導権もレッドドラゴンの意識が握っている。

シスル /「狂乱の魔術師」
声 - 小林ゆう
ダンジョンを創造した魔術師。褐色の肌に銀髪の小柄なエルフ。男性。時折瞳孔の形が変わることがある。
存在は物語冒頭から示唆されていたが、姿が現れたのはライオスが潜り込んだ「動く絵画」の中。食べ物を求めてうろついていたライオスと出会い、激しく敵意を向けて攻撃する。本来「動く絵画」は過去の出来事の追体験だが、レッドドラゴン討伐後にライオスと出会った際にこのことを覚えていた。
レッドドラゴン討伐とファリン再生を成し遂げたライオス一行の前に現れる。ライオスたちを「盗賊」「簒奪者」と罵り、ファリンを奪い古代魔術を使用してライオス一行を退ける。オークのゾン族長の妹リドはそのエルフこそが「狂乱の魔術師」だと見做しており、ライオスも直感的にそれを確信していた。
ダンジョンを、自身が強い忠誠心を示している「黄金の国」のデルガル国王のものとしているため、探索する冒険者たちには強い敵意を抱いており、魔物や使い魔を使役してデルガルを探している。特に直接使役している魔物を殺すと現れ、怒りを買って攻撃を受ける羽目になるという。
元々は幼い頃に、エルフの侍従を欲したデルガルの父王に道化として雇われ気に入られ、デルガルとは兄弟のように育つ。当初は幼かったため人間を尊敬していたが、年を重ねるにつれ人間の未熟さや稚拙さに気づき敬意を持てなくなったため、過去の立場を顧みればデルガルの孫・ヤアドも彼の主筋にあたるが、敬語は使わない関係のようである。
かつてデルガルの父王が毒殺された場面に居合わせており、デルガルと黄金の国を守ることに強く執着している。その後、王位に就いたデルガルの薦めで魔術を学び始めたことで頭角を現したが、黒魔術に傾倒したあげく、王国の住民たちに「不死の呪い」を施し、黄金城をダンジョンと化した。
「狂乱の魔術師」と称される通り、自分の独善的理屈や感情でのみ行動し、他者とは正常なコミュニケーションが取れなくなっている。かつての黄金郷の住民達を庇護し、亡霊にも親しく話し掛ける一方、反逆を疑って住民を処刑するなど、実質的には独裁者として振る舞う。迷宮から離れることを提案したデルガル一家に関しては、肉体と魂を分けてしまい肉体は自宅に保存している。
後に機を見計らい第一階層を襲撃するが、居合わせたカナリア隊とカブルーたちに妨害される。そこでミスルンから、デルガルが既に消滅したことと、消滅直前にシスルの死を願ったことを初めて知らされるが、認めようとしなかった。その後、自身の隠れ家でライオスらと再度対峙。何種類もの竜を召喚してライオス以外の4人を殺害するが、竜達の性質を利用したライオスの戦術に敗れた。
ライオスは「侵入したのはこちら側」だとして、王国の住民たちやシスルが生きながらも必要としなくなっていた「食事」を、和解のきっかけにしようとする。しかしライオスの「人々は睡眠も食事も必要としない、不自然な永遠の生に疲弊している」という言葉を歪んで受け止めたシスルは、植物で拘束しつつ永遠に蜜を口から流し込めば、人々を幸せにし、かつ守ることができると思いつく。シスルはそのフォアグラを連想させる拷問同様の魔法を（感謝のつもりで）ライオスにかけて一人悦に浸っていたが、翼獅子にその隙をつかれ、一千年分の欲望を食われてしまう。何よりも大切な存在だった、デルガルの顔をもう一度見たいという欲望さえ食われてしまったシスルは、薄れゆく意識の中で最後に翼獅子の討伐を願い、近くにいたマルシルを蘇生させた。その後は生存しているものの、かつてのミスルンのような抜け殻状態となっている。

ゾン
声 - 後藤光祐
ダンジョン内に居住するオークの一団の族長。21歳。仲間からは「お頭」と呼ばれている。センシの顔馴染みであり、ゴーレムで栽培した野菜を買ってくれるお得意様でもある。3人の妻との間に子供がいる。
避難先での糧を得るために襲撃した第3階層の取引所でライオス一行と出会い、彼らの持つ野菜も奪おうとしたが、センシの持ちかけた交渉によって引き換えに一晩の宿を提供し、取引所を襲撃した際に奪ったパン種、小麦粉、強力粉を元にしたパン作りや食事、息子・バハイとの交流などを通じて打ち解け、ライオスらと和解しているが、レッドドラゴンを倒すと狂乱の魔術師を引き寄せることは話していない。落下してきたフラメラらを捕獲し、地上に出るための人質にしようとするも、マルシルが迷宮の主になったことで発生した地殻変動によって地上に出た際、ライオスらの処刑を謳うカナリア隊に反発する。さらにはドニ、タンスら、シュロー達の援護もあり、冒険者達と共にフラメラと対峙する姿勢を見せた。しかしマルシル率いる魔物軍の登場により、エルフ達とともに魔物と戦うこととなった。

リド
声 - 村瀬迪与
ゾンの妹。14歳。第5階層に残ったオークの一団のリーダーで、仲間からは「隊長」と呼ばれている。武人気質であり、ライオス達の勇敢さを高く評価している。
当初はライオスたちを侵入者と見做し殺そうとしたが、センシの仲間と知り見逃す。兄との因縁を知ったことと、ライオスたちがレッドドラゴンを倒したことから、ライオス一行を手助けする。当初はチルチャックの人間性を疑っていたが、彼のふとした本音を聞いて見直したようで、ファリン捜索に半ば躍起になるライオスをチルチャックが止めるきっかけを作っている。
その後はゾンと合流。カナリア隊との対峙に際してはゾンと共に真っ先に対立姿勢を見せている。

黄金郷の住人
デルガル王の孫ヤアドを始めとした王国の住人。「狂乱の魔術師」シスルの呪いによって不老不死となっている。
食事すらも必要としないため味覚が鈍っているが、千年の時を生きる間も正気を保つために酪農や酒造といった普通の人としての営みを続けているとセンシは推測している。
黄金郷から離れると肉体が朽ち、亡霊となって彷徨うことになってしまう。ライオスたちがダンジョン内で出会った亡霊も元は黄金郷の住人である。現在黄金郷に残っているのは地上の生活を知らない若者ばかりで、親世代は地下の生活に馴染めず地上を目指した結果肉体を失っている。
ヤアド・メリニ
声 - 村瀬歩
黄金郷の住人。まだ年端も行かぬ少年の容姿を保っているが、実年齢は千歳以上。かつて黄金郷を統治していたデルガルの孫に当たる。他の住人からも「旦那様」と呼ばれ敬意を持たれている様子。
理知的で物腰も穏やかだが、シスルの目から隠してデルガルを地上に送り出し、ライオス達を呼び寄せながらこれを隠す程度の手腕は持つ。
王国に伝えられたという予言を信じ、翼持つ剣を持つライオスが狂乱の魔術師を倒して黄金郷を救うと期待している。
不老不死の呪いにより食事を摂らずとも生きていけるため、長きにわたり料理とは無縁の生活を送っており、センシがフライパンでパンケーキを返す様には諸手を打って喜んでいた。
黄金郷でライオス達と別れた後、その魂はシスルの隠れ家にある小さな人形に移されたようで、シスル戦の前に少しだけライオスとやり取りをし、その後イヅツミに拾われる。
デルガル・メリニ
声 - 志村知幸
黄金郷の住人。男性。かつて黄金郷を統治していた国王その人。ヤアドの祖父に当たり、シスルとは兄弟同然に育ったという。
物語の冒頭にて、息子の肉体を使ってシスルの目を誤魔化しながらダンジョンから這い出し、自身を発見した人々に言葉を残すと、そのまま塵となって消え去った。シスルはミスルンに告げられるまで、そのことに6年近く気付いていなかった。なお、息子エオディオの体は前記の通り消滅しているため、シスルの隠れ家にある魂の抜けたデルガルらの本体達に対し、エオディオは等身大の人形で代用されている。
ライオスは「動く絵画」の中でデルガルと会っている。幼少期の容貌はヤアドに似ている。

フリナグ・メリニ
声 - 大塚芳忠
黄金郷の住人。デルガルの父親で、シスルの名付け親。当時の領主の策略で暗殺された。シスルと出会った経緯は、エルフの侍従を側に置きたがったフリナグのために、家臣が適当に見繕ってまだ子供であった彼を連れてきたのが切っ掛け。初めは心を許すつもりはなかったようだが、段々と愛着がわいていった。

有翼の獅子 / 翼獅子（よくじし）
黄金の国の守護獣。未来を予言する力を持ち、「狂乱の魔術師を打ち倒す者」の出現も予言した。
元々は迷宮遺跡に隠された翼獅子の像の中に、さらに書物として封印されており、平和繁栄を望むデルガルのためにシスルが解呪して黄金郷と迷宮形成に力を貸していたが、望まぬ状況が頻発する黄金郷社会に苛立ったシスルとの関係に齟齬を生じたあげく、頭部と体に分けられて魔書に封印された。以降は夢を介して今なお黄金郷の住人たちを導く。ライオスたちの事はケン助を通して見ている。シスルの私宅で発見された書物をマルシルが解呪したところ、頭部の方であったため以降ライオスたちと交流をもち助力している。
言動は非常に人間味があり、ライオスとも親しげに話している。ライオスが迷宮とそこに住む魔物やかつての黄金郷の住人に抱く情が深いことから、彼が王となって迷宮を統治することを望んでいる。また、頭部解呪後にマルシルの大望をきいて助勢を申し出ている。
かつてミスルンを唆した悪魔の特徴から、翼獅子も悪魔である可能性が読者に示唆されていたが、その真意は当初不明であった。しかしシスルとライオスが和解すると本性を現し、油断したシスルの欲望を食らって廃人にする。その後、カナリア隊に追い詰められたマルシルが本の封印を解くとその巨体を現した。その際に獅子の頭に両耳の上後方から山羊の角が、背や腰には翼が生えた二足歩行の獣人と形容できる姿になっている。翼獅子いわく、ミスルンは「私の熱心なファン」とのことである。
実際に翼獅子は「悪魔」であり、各地に出没する悪魔は別個体でありながら意思を共有しているため、ミスルンが遭遇した悪魔の記憶も持っている。

裏島主
ダイアの従兄弟叔父にあたるドワーフ。ダンジョンの第一層に拠点を持ち、「島」の裏を牛耳っていた。荒くれ者を配下に持ち、人徳も影響力も島主以上と知己のカブルーは評したが、実際にはダンジョンの欲望に心を食われており、迷宮の閉鎖と一時退避を提案してきたカブルー達を殺そうとした。
カブルーと同行したミスルンとシスヒスも共に捕らえ、カナリア隊も皆殺しにしようとしたが、ミスルンの転移術により部下諸共壁内に埋め込まれた。死亡はしておらず、部下と共に救出されている。

### その他
島主
声 - 飛田展男
ダンジョンの存在する「島」の主。本名は不明。小太りした男性で、ダンジョンのおかげで「島」が活性化したことで富を得ている成金。ノームのタンスを相談役に据え、ダンジョンを明け渡すように迫る西方エルフと交渉しているが、目先の利益ばかりに目がいって、大局を見極められていない。優柔不断な為か決断力もなく、カナリア隊に乗り込まれた時には意気消沈し言いなりになり掛けていた。
かつてナマリの父親「武器屋」による汚職の被害に合ったため、ドワーフに対して悪感情を抱いている。
実はデルガルの父王を暗殺した領主の子孫である。

山羊の悪魔
かつてミスルンを誘惑して迷宮の主に仕立て上げた悪魔。最初は仔山羊の姿だったが、最終的にミスルンを片手で握れるほど巨大な山羊頭の人型に変貌している。
ミスルンの心に付け入って欲望を膨らませ、最終的にミスルンが衰弱すると残っていた欲望のほぼ全てを食い尽くし、行方を晦ました。
なお翼獅子によると、他の迷宮の“力”（＝悪魔）は「別人だが記憶は共有してる」「私たちは毛髪の先端のようなもの、根本をたどれば同一体」とのこと。

ギリン、ブリガン、インバー、トタン、ヌール・ミルチェン
声 - 高木渉（ギリン）、真木駿一（ブリガン）、菊池通武（インバー）、蓮岳大（トタン）、宮田浩徳（ヌール）
若い頃のセンシが所属していたドワーフ鉱夫団のメンバー。リーダー格のギリン（79歳）、昔気質なブリガン（78歳）、センシの次に若かったインバー（58歳）、ギリンが連れてきた財務担当のトタン（95歳）、メンバーの中では唯一のノームであるヌール（98歳）にセンシを含めた6人が構成員。皆がイズガンダの採掘場を離れて放浪者となり、島のダンジョンを目指した。センシ以外はダンジョン攻略の際に亡くなっている。

## 作中設定・用語

### 世界観
世界全体は東方大陸、西方大陸、南方大陸、北方大陸、北中央大陸、南中央大陸、東方群島の6つの大陸と1つの群島からなり、海洋を挟んで左側に西方大陸、北中央大陸、南中央大陸、右側に東方大陸、南方大陸、北方大陸、東方群島が位置する。物語の主要舞台となるのは、東方大陸北西部の「島（後述）」で発見されたダンジョン（迷宮）である。
東方大陸
ダンジョンのある島や、チルチャックやセンシの実家、魔術学校がある大陸。ノーム最大の国家が存在し、他の地域からの流民が増加しているため、人口が多い。島以外のダンジョンでは、ドワーフ式迷宮の「ブードーの縦穴」や「ブルード迷宮群」、ノーム式迷宮の「夜泣きの塔」などが有名。
西方大陸
各大陸の中で最大の面積を誇り、カブルーやクロの実家がある大陸。古代戦争の爪痕が残っているため、人の居住できる土地があまり存在しない。エルフ式迷宮の「ウタヤの迷宮」や「竜の巣穴」などが有名。
南方大陸
東方大陸の南西に位置し、ドワーフ最大の都市がある大陸。現在は戦争や紛争が多発しているという。
北方大陸
東方大陸の北に位置し、ライオスやマルシルの実家がある大陸。多くの土地が万年雪に覆われ、その寒さから人口は少ない。
北中央大陸
西方大陸の北東に位置し、カナリア隊の本拠地やミスルンの実家がある大陸。372歳のエルフの女王ヘイメアが治める国家を有し、いわゆる「西方エルフ」はこの大陸出身のエルフを指す。エルフ式迷宮の「中央監視塔」が有名。
南中央大陸
北中央大陸の南西に位置する大陸。移民が多いとされる。北中央大陸とは一応同盟関係にあるが、友好的とは言いにくい。
東方群島
東方大陸の南東に位置する群島で、シュローの出身地の「ワ島」やイヅツミの実家がある。

### 島
作中世界の東方大陸の「カーカブルード」と呼ばれる港町の付近に存在する。ドワーフ、エルフ、トールマンと様々なその時代の所有者にあらゆる名で呼ばれてきたが、作中の時代には呼び名は風化して「島」とだけ呼ばれる。かつてはメリニ村という集落があるのみだったが、ダンジョンが発見されて以降旅人が多く集う賑やかな場所に変わった。作中における島主はトールマンだが、エルフ王が所有権を主張し返還を求めてきている。

#### ダンジョン
作品の舞台となるダンジョン（迷宮）は、人間やエルフやドワーフたちの間で所有権が転々としてきた「島」にある、地下空洞内の城とその城壁に囲まれた城下町である。
この城は、一千年前に「狂乱の魔術師」によって、地下深くに囚われ滅んだ「黄金の国」の王城とされている。村の地下墓地となっていた場所から黄金の国の王デルガルを名乗る者が現れ「魔術師を倒した者には我が国のすべてを与えよう」と言いのこし塵となって消えたときに発見され、噂を聞いた冒険者が各地から集い、宝探しやダンジョン制覇や魔術師打倒を目指している。
冒険者以外では、タンス一行のようにダンジョンの調査を依頼された者なども出入りしているほか、オークたちや犯罪者のような地上に居場所のないはぐれ者の棲家にもなっている。また物語進行中の時期にはモンスターの動きが活発化したり、迷宮の形が変わると言った異変が報告されている。
なお、作中における一般名詞としてのダンジョンは「囲われた空間で魔物が生息し、魔力が循環する場所全般」を指しており、天然・人工の区別はつけられていない。「黄金の国」の他には、マルシルとファリンが通っていた魔術学校の近くにある天然のダンジョンが描写されている。また人工の迷宮作りには魔術や生物を初めとした広範な知識と技術が要求され、特に「黄金の国」レベルの巨大ダンジョンの作成には途方もない計算が必要となるため「もし狂乱の魔術師が実在するなら、間違いなくまともな存在ではない」とマルシルは評している。
人工ダンジョンには「建築様式」と言える区分があり、作中ではドワーフ式、ノーム式、混合式が確認できる。舞台となっている「島」のダンジョンは混合式。
ダンジョンは人の欲望を食って成長するとされ、財宝や魔物を生んでその心を捉え離さず、ダンジョンに「求める」気持ちが強いほど敵対的な反応を見せる。またダンジョン内に人が集まるほどダンジョンの成長を促すことになるため、冒険者パーティーは6名以内が推奨人数とされている。ダンジョンが成長するほど財宝が増え魔物も強くなるため、財宝が“枯れた”浅層で再び財宝が発見されるようになる（成長Lv4）のは、魔物がダンジョン外へ溢れる（成長Lv5）前触れとされる。魔物がダンジョン外へ溢れると一般市民へ被害が及び、また魔物自体も強力で並の冒険者では敵わず、西方から派遣されたエルフの精鋭部隊・カナリア隊によって制圧・管理されることとなる。
第1階層（地下墓地）
ダンジョンが存在するメリニ村の共同墓地。ここの底が抜けて地下のダンジョンが姿を現した。かつては静かな聖域であったが、迷宮が出現してから村一番のにぎやかな場所となっており、もはや墓地としては機能していない。浅階のためダンジョンの魔力が希薄で、それを糧に生きるモンスターは最弱クラスのものしかあらわれない。しかし初心者はそれなりに手こずるし不意を突かれるとベテランでも命の危険がある。
第2階層（尖塔の森）
黄金城の尖塔部分。巨大な木々が生い茂っており、その間に橋が架けられている。外壁はかつて金で覆われていたが、冒険者によって現在は剥ぎ尽くされた。モンスターは森林系のものが多く、作中に登場したものの他に大ネズミや森ゴブリンといったものが生息していることが語られている。
第3階層（黄金城）
黄金城の尖塔部分の内部。センシが拠点としてキャンプを張っているほか、地上に戻れぬ所以を持つ者達が店を開いていたりする。また回廊や今では使われていない城の食堂や厨房も確認できる。生息するモンスターはスケルトンやグール、レイスなどと言ったアンデッド系と、宝虫やミミックのような擬態系がメイン。
第4階層（地底湖）
岩盤から流れ出た地下水が黄金城の一角に溜まって形成された巨大な湖の湖面。湖水は魔力を含んでほのかに発光し、湖底には水没した城下町が見られる。上階からの階段も途中で水没しており、下の階層へ行くには湖面を渡り対岸側の城内階段を利用する必要がある。湖面の足場として丸太で組んだいかだの描写もあるが、湖面を渡る際は通常、モンスターの襲撃に備えメンバーの術師による水上歩行の魔法を利用する。モンスターは水棲系及び湿地系がメイン。
第5階層（城下町）
黄金城の城下町。魔力によって街並みは膨れ歪んでいるものの、賑やかであったころの雰囲気も残している。水道や風呂などのインフラは機能しており、上位の冒険者の休憩所となっている他、オークは本来この辺りに居住地を構えている。またここに現れる亡霊は比較的正気を保っており、用がなければ向こうから現れることは殆どない。
第6階層（地下水路）
城下町の下に位置する地下水路。古代ドワーフ製の貯水庫に繋がっているが、広大な貯水庫は空で、第4階層の地下水がこの層へ流れ込んでいる。本来は蒸し暑いが、作中で主人公一行が潜った際には雪が吹いて寒気に満ちている。この階層は、生き物の思考を読み身近な者に化けて入れ代わって食らうシェイプシフターや夢魔など、精神攻撃を主体とする魔物が多い。またレッドドラゴンは元々この階層にいたモンスターとされる。
ダンジョンの出現以来、長らく最下層だと思われていたが、レッドドラゴンの住処となっていた広間で前人未到の扉が物語開始直前に発見されており、更なる下層の存在が示唆されている。
第7階層（ドワーフの城塞）
上述の扉を抜けた先に存在する、古代ドワーフが築いたと考えられる遺構。各所に伸びる配管や近代的な機械など、それまでの迷宮とはまったく異なる趣の場所である。
階層不明（黄金郷）
黄金城の「城外」に位置する「地下深くに囚われた黄金の国」そのもの。狂乱の魔術師によって幾重もの結界が張り巡らされ、地下にありながら上空には青空が広がり、地上に在った頃の黄金城の外観を眺めることができる。この黄金城の内部はダンジョンと化した現在の黄金城と繋がっている。住民は全て不老不死の呪縛を掛けられた一千年前の「黄金の国」の民で、農作業や牧畜などかつて地上に在った頃の生活を現在も続けており、狂乱の魔術師の命令によって大人しくなった魔物を農作物や家畜代わりに飼っている。作った野菜やエールなどをオークたちと取引しているらしき描写もあるが、住民自身は狂乱の魔術師に呪縛されており、彼の意に沿わない行動をとると処刑されることもある様子。ダンジョンに出没する霊たちも元は黄金郷の住民である。
不老不死の呪縛
ダンジョンに入る人型の生物（トールマン、エルフ、ドワーフ、ハーフフット、コボルト（獣人）など）にのみ自動的に付与され、出ると解呪される呪術。舞台となっている島の迷宮だけでなく、冒険者の多いダンジョンにはこの術がかかっていることが多い。
魂が死体に固定されやすいため、傷を癒やせば死者を生き返らせることが出来る。蘇生の成功確率は「死体がどれだけ原形を保っているか」「死亡してからどれだけ時間が経ったか」によって決まるが、一応みじん切りまでは蘇生された例がある模様。また喪失した損傷部位や血液などを補うため、遺体の損傷の度合いに応じた新鮮な血肉が必要とされ、通常はヤギや豚などの動物を使用する。また蘇生直後は空腹であるらしい描写も見られる。
冒険者たちは便利なシステムとして何気なく利用しているが、実のところ魂の固定術については未だに謎が多く、その核心部を解明すれば黄金をも凌ぐ宝になるとして魔術師達に目を付けられている。
この術の領域内では「死」が気絶程度のことでしかなくなるため、冒険者達の生死に対する倫理観や緊張感を次第に欠如させるという悪影響を及ぼしている。

#### 魔物
作中に登場する生物。地上の生き物とは明確に分けられており、その生態も尋常のものではない。少なくとも「島」のダンジョンにおける魔物は、レッドドラゴンや魔術師の目など、明らかに狂乱の魔術師シスルが造形、制御しているものが存在する。
基本的に人間を襲って殺したり食べたりするという本能を持つが、その方法については個々の魔物の生物的特性に準拠し、中には変身して人間を騙す等の捻った生態を持つもの多く、これを逆手に取って人間に利用されることもある。凶暴でない魔物は養殖されることもあるらしく、魔物に襲われない黄金の国の住人は家畜の代わりに魔物を使っていた。
ドラゴンや歩き茸のように盛んな研究が行われる魔物も存在しており、魔物の名称や姿形は広く知られている。一方で個々の生態については不明な部分も多く、ライオス達が迷宮内で新しい発見をすることも少なくない。
生物である以上は人間が処理して食べることも可能だが、一般的には食中毒のリスクや人間に似ている等の気分の問題から食されることはまずなく、大抵の人間には嫌悪感を抱かれる。ただし、ものによっては実食可能どころか味が良かったりもする。ライオス達は魔物を食べることで糧食や資金の問題を強引に解決するという形で迷宮探索を続けている。
魔物食については地上でも一部の好事家には知られているらしく、ライオスは「迷宮グルメガイド」という書籍を愛読していたが、ライオスは実践を重ねるうち、著者が実食していないという結論に至っている。スライムの乾物や宝虫のように郷土食に用いられているものもあるが、地上で養殖された魔物食は迷宮で採れる天然ものより味で劣るらしい。調理実食以外に活用出来る魔物もおり、これらの狩猟や採集を生業にする人間も存在する。
ライオス達が深層部まで潜ったことで、魔物が「黄金郷の住人を傷つけることができない」ことと、「再生能力があったとしても食われて消化された魔物は再生できない」というルールがあることが判明する。

#### 悪魔
作中に登場する生物。かつて古代人が永久機関を探し求めた末に接続した「無限の存在する世界」から来訪したとされる。当人達に力はないが、人間の欲望を食らうことで力を得る。その代価としてどのような願いも叶えるが、欲望を食い尽くされた人間は食欲や睡眠欲と言った生存に必須な欲望すら失うため衰弱死する。
より複雑な欲ほど大きな力を得られるらしく、単純な物欲や名声欲は「ありきたり」なので役を為さない。ミスルンやシスルのような複雑な欲望を好んでいる。
危険な存在だがどんな願いでも叶うのは事実であるため、欲を持つ人間にとっては接触それ自体が危ういことから、古代文明滅亡の真実を知る西方エルフ達は悪魔の実存そのものを隠蔽しており、他のエルフやドワーフが古代文明の遺跡や黒魔術に接近することを禁止する根拠にもなっている。
古代人は悪魔が自由に門を通れないように迷宮を作ったが、結局は悪魔に欲を与え過ぎて滅びたという。翼獅子の回想によると、古代人の滅亡も彼らの願望を叶えた結果であり、翼獅子自身はそれを後悔した様子。

### 種族
作中には様々な亜人種が登場している。作中世界で「人種」という場合、トールマンやエルフといった種族区分を指す。「ヒト」とされている種族は、「トールマン（人間）」、「エルフ」、「ドワーフ」、「ハーフフット」、「ノーム」、「オーガ」。先述した亜人として「オーク」、「コボルト（犬人）」がある。作中では「共通語」という言語でコミュニケーションが取られているが、それぞれ種族固有の言語や文字も持っている。文字としてはかな文字・エルフ文字・ノーム文字が描写されており、言葉としてはチルチャックがライオスを罵倒した言葉と、マルシルや狂乱の魔術師の使う黒魔術の詠唱などが確認されている。作中では各種族の特徴が、容貌・体格・五感・魔術要素・体力・運動神経・持久力に至るまで設定され描き分けられている。また、各種族間の交配・交雑やその結果も種族によって異なっており、エルフとトールマンの子であるハーフエルフは、エルフより長寿で体が丈夫になる反面繁殖力がないが、トールマンと、オーガやハーフフットの間に生まれた者、ドワーフとノームの間に生まれた者は繁殖力を持つ。
トールマン（人間）
該当者：ライオス、ファリン、イヅツミ、シュロー、カブルー、デルガル、島主など
現実の人間とほぼ同じ種族。平均寿命は約60歳。その名の通り他種族と比べると比較的長身の者が多い。そのため、オークからは「足長」と言う俗称で呼ばれる。56話のライオスの表現によると16歳から成人である。
身体能力、魔力共にそれなりにあるが、それぞれのトップであるドワーフやエルフには及ばない。現実同様多数の人種に分かれている描写があり、ライオスやファリンらは「北方人」、シュロー、リンは「東方人」と作中で呼ばれており、またカブルーやキキ＆カカの様な褐色肌の人種も存在する。作中世界の人口の1/3を占め、なお増加中。
なお作中における伝説上の種族「トロール」は、ハーフフットから見たトールマンの特徴を、子供を叱るためのブギーマンとして誇張気味に伝えたモノに由来するとされている。元々「トロール」と言う単語自体が、ハーフフットの言葉で「トールマン」を意味するとの事。

エルフ
該当者：マルシル（ハーフエルフ）、フィオニル（ハーフエルフ）、シスル、カナリア隊員
長命で魔法の扱いに長けた種族。特に寿命に関してはトールマンの約5倍と非常に長く、平均寿命は400歳、最長で500歳まで生きることがあるとされている。成人年齢は80歳。また現代人基準で評価すると種族全体として美形が多い。反面、身体は華奢で身体能力は低い。男性の顔立ちは中性的。特徴的な長い耳であるエルフ耳を持っており、「耳長」と言う俗称もある。チェンジリングで一時的にエルフとなったカブルーによると、魔力の感知が優れている模様。多くの作品で「ダークエルフ」に分類される褐色のエルフも通常のエルフで分類されており、忌避行為を犯したエルフが「ダークエルフ」と形容されている。
この世界においては「西のエルフの王国」は他種族に対して高圧的に接していることがうかがえる描写がされている。また、エルフ系の魔術も強制的な働きかけをする術式になっている。

ドワーフ
該当者：センシ、ナマリ、ダイアなど
長命で頑強な身体を持った種族。平均寿命は200歳。成人年齢は40歳。身体的にはやや背が低く、体格が良い。夜目が利き、腕力に優れ瞬発力は高いものの、持久力が低く長時間の運動はスタミナ切れを起こすので苦手。（有事以外でドワーフが体を休める理由だとライオスは察している）戦士や炭鉱夫、鍛冶師などに向いている。オークからは「地底人」と呼ばれている。魔法への適性がヒトの中では最も低い。社会としては階級制で氏族や集落単位の結束が強く、国などの広範囲複合的な社会の意識や権威は重視されない傾向がある。
作中のダンジョンもドワーフの遺構をベースにしている部分もあると推測されている。

ハーフフット
該当者：チルチャック、ミックベル
人間の子供の様な体格をした種族。平均寿命は50歳とトールマンよりやや短く、成人であっても他種族から見て小柄で童顔なため、ハーフフットを知らない者からは「トールマンまたはドワーフの子供」と勘違いされることが多い。そのため他種族からは「小人」「子供」等とも呼ばれる。聴覚・視覚などの各種感覚器官および身のこなしに優れており、鍵師や盗賊などに向いている。その一方で腕力は低く、魔法も不得手。56話でチルチャックが語る分では14歳で成人である。
その種族的気質や職業柄から、社会的な差別や偏見を受けている。イヅツミが43話でチルチャックを嘲笑って言っている「窃盗罪で片足を落とされる者が多かったことが種族名の由来」も差別的なデマで、実際には「トールマンの半分くらいの身長」からきており、種族を表す単語の自種族語の発音が共通語ではよろしくない意味合いの言葉に近いため、異称が多く生じることになっている。

ノーム
該当者：タンス夫妻、ホルム
長命でエルフに次いで魔法に長けた種族。平均寿命は240歳。成人年齢は40歳。体格は小柄で、耳がやや上の方についており、手袋をつけたような大きな手が特徴。
魔法に優れると言う点ではエルフと同様だが、特に霊魂や精霊の使役と言った方面の魔術に長けるとされ、魔術体系の一つにもなっており、エルフの魔術と違い強制的な使役ではなく「お願い」する様式となっている。作中ではタンスが、マルシルの愚行に激高したウンディーネの説得を試みている（失敗している）。
なお、ヒトとしての種族とは別に、原義に近い土の精霊としてのノームも存在し、人種としてのノームであるホルムは土の精霊であるノームを使役している。

オーク
該当者：ゾン、リド
他種族に対する略奪行為を生業しているとみられている種族。平均寿命は55歳。成人年齢は14歳。大柄で体格がよく、体毛が豊か。犬歯が牙のようになっており、男性の牙は上向いて唇から出ている。鼻は低めで上向き。耳輪の上部分が厚く折れている。こういった特徴もあってかトールマンやエルフとは美醜の感覚が違い、特にエルフのことは「野蛮な顔」「不細工」と評している。一方でライオスは、トールマンとオークの美醜感覚の共通点を見出している。
かつて人間たちとの抗争に敗れ、ダンジョンに逃れた歴史があるため、人間やエルフを憎悪しており、今も討伐対象にされている。人間側もオークのことは亜人扱いしている。作中の島のダンジョンの先住者を自認しており、ダンジョン内で集落を築き、元々は地下5階層に集落を構えていたが、より深い階層にいるはずのレッドドラゴンが現れるようになったため3階層へと避難している。

コボルト
該当者：クロ
犬を二足歩行にしたような外見の種族。平均寿命は55歳。成人年齢は13歳。嗅覚・聴覚に優れるほか、毒に対する耐性も強い。勇猛で忠誠心が強い一方、声帯の構造上共通語の発音が不得手で、多種族とコミュニケーションをとるのが得意ではない。西方大陸に集落が点在している。

オーガ
該当者：イヌタデ
額に二本の角を生やした鬼人のような種族。平均寿命は58歳。成人年齢は15歳。若い女性であるイヌタデでもトールマンの男性としても長身の部類に入るライオスを優に超える身長と筋肉隆々とした体格を誇り、怪力を武器に戦う。元は繁栄していたが環境の変化に耐えられず減少していき、現在は半ば絶滅危惧種である。

## 書誌情報

### 単行本
- 九井諒子 『ダンジョン飯』 KADOKAWA〈ビームコミックス→ハルタコミックス〉、全14巻
  1. 『ダンジョン飯』 1巻、2015年1月27日。ISBN 978-4-04-730153-5。2015年1月15日発売。
  2. 『ダンジョン飯』 2巻、2015年8月24日。ISBN 978-4-04-730676-9。2015年8月12日発売。
  3. 『ダンジョン飯』 3巻、2016年8月23日。ISBN 978-4-04-734243-9。2016年8月12日発売。
  4. 『ダンジョン飯』 4巻、2017年2月15日。ISBN 978-4-04-734417-4。同日発売。
  5. 『ダンジョン飯』 5巻、2017年8月10日。ISBN 978-4-04-734631-4。同日発売。
  6. 『ダンジョン飯』 6巻、2018年4月13日。ISBN 978-4-04-735131-8。同日発売。
  7. 『ダンジョン飯』 7巻、2019年4月12日。ISBN 978-4-04-735639-9。同日発売。
  8. 『ダンジョン飯』 8巻、2019年9月14日。ISBN 978-4-04-735626-9。同日発売。
  9. 『ダンジョン飯』 9巻、2020年5月15日。ISBN 978-4-04-736116-4。同日発売。
  10. 『ダンジョン飯』 10巻、2021年2月13日。ISBN 978-4-04-736274-1。同日発売。
  11. 『ダンジョン飯』 11巻、2021年9月15日。ISBN 978-4-04-736622-0。同日発売。
  12. 『ダンジョン飯』 12巻、2022年8月10日。ISBN 978-4-04-737046-3。同日発売。
  13. 『ダンジョン飯』 13巻、2023年12月15日。ISBN 978-4-04-737456-0。同日発売。
  14. 『ダンジョン飯』 14巻、2023年12月15日。ISBN 978-4-04-737740-0。同日発売。

### 関連書籍
- 九井諒子『ダンジョン飯 ワールドガイド 冒険者バイブル』KADOKAWA〈ハルタコミックス〉、2021年2月13日。ISBN 978-4-04-736275-8。同日発売。
- 九井諒子『ダンジョン飯 ワールドガイド 冒険者バイブル 完全版』KADOKAWA〈ハルタコミックス〉、2024年2月15日。ISBN 978-4-04-737741-7。同日発売。

## テレビアニメ
第1期は2024年1月から6月までTOKYO MXほかにて連続2クールで放送された。ナレーションは三上哲。原作第52話（単行本8巻収録）までのアニメ化。
第1期放送終了後に、第2期制作決定の告知が行われた。

### スタッフ
- 原作 - 九井諒子[11]
- 監督 - 宮島善博[15]
- 副監督 - 佐竹秀幸[67]
- シリーズ構成 - うえのきみこ[15]
- キャラクターデザイン・総作画監督 - 竹田直樹[15]
- モンスターデザイン - 金子雄人[67]
- コンセプトアート - 嶋田清香[67]
- 料理デザイン - もみじ真魚
- 色彩設計 - 武田仁基[67]
- 美術監督 - 西口早智子、錦見佑亮[67]
- 美術監修 - 増山修[67]
- 美術設定 - 大原盛仁、西海賢嗣、谷内優穂
- 撮影監督 - 志良堂勝規[67]
- 編集 - 吉武将人[67]
- 音楽 - 光田康典[15]、土屋俊輔（第2シーズン）
- 音響監督 - 吉田光平[67]
- 音楽プロデューサー - 水島智栄子
- 音楽制作 - KADOKAWA[67]
- ゼネラルプロデューサー - 大塚雅彦
- プロデューサー - 菊島憲文、宇佐義大、呉桐、Julien Vig
- アニメーションプロデューサー - 志太駿介[67]
- アニメーション制作 - TRIGGER[11]
- 製作 - 「ダンジョン飯」製作委員会

### 主題歌
「Sleep Walking Orchestra」
BUMP OF CHICKENによる第1クールオープニングテーマ。作詞・作曲は藤原基央、編曲はBUMP OF CHICKENとMOR。
「Party!!」
緑黄色社会による第1クールエンディングテーマ。作詞は小林壱誓、作曲は小林壱誓、穴見真吾、編曲は穴見真吾、LASTorder。
「運命」
sumikaによる第2クールオープニングテーマ。作詞・作曲は片岡健太。
「キラキラの灰」
リーガルリリーによる第2クールエンディングテーマ。作詞・作曲はたかはしほのか、編曲はリーガルリリー。

### 各話リスト
| 話数   | サブタイトル                       | 脚本         | 絵コンテ          | 演出     | 作画監督                                                                  | モンスター 作画監督 | 初放送日      |
| ------ | ---------------------------------- | ------------ | ----------------- | -------- | ------------------------------------------------------------------------- | ------------------- | ------------- |
| 第1話  | 水炊きタルト                       | うえのきみこ | 宮島善博 竹田直樹 | 佐竹秀幸 | 竹田直樹 芳垣祐介 田村瑛美                                                | 金子雄人            | 2024年 1月4日 |
| 第2話  | ローストバジリスクオムレツかき揚げ | 樋口七海     | 市川拓海          | 市川拓海 | 土肥志文 郡安俊兵 長谷川哲也 芳垣祐介 竹田直樹                            | 金子雄人            | 1月11日       |
| 第3話  | 動く鎧                             | 佐藤裕       | 菅野一期          | 中野広大 | 菅野一期 佐藤皓浩                                                         | 金子雄人            | 1月18日       |
| 第4話  | キャベツ煮オーク                   | うえのきみこ | 藤井辰己          | 河野友紀 | 本吉晃子 荒井洋紀                                                         | 金子雄人            | 1月25日       |
| 第5話  | おやつソルベ                       | 樋口七海     | 池田愛彩          | 池田愛彩 | 田村瑛美 清田千萌 竹田直樹                                                | 金子雄人            | 2月1日        |
| 第6話  | 宮廷料理塩茹で                     | 佐藤裕       | 長原圭太          | 長原圭太 | 新井博慧 大島塔也                                                         | -                   | 2月8日        |
| 第7話  | 水棲馬雑炊蒲焼き                   | 佐藤裕       | 宮島善博          | 中野広大 | 芳垣祐介 半田修平 竹田直樹                                                | 金子雄人            | 2月15日       |
| 第8話  | 木苺焼き肉                         | 樋口七海     | 米森雄紀          | 下平佑一 | 郡安俊兵 佐藤皓浩                                                         | 金子雄人            | 2月22日       |
| 第9話  | テンタクルスシチュー               | うえのきみこ | 古川晟            | 古川晟   | 長谷川哲也 荒井洋紀 竹田直樹                                              | 金子雄人            | 2月29日       |
| 第10話 | 大ガエル地上にて                   | 佐藤裕       | 宗廣智行          | 宗廣智行 | 波賀野義文 氷室陽 土肥志文                                                | 金子雄人            | 3月7日        |
| 第11話 | 炎竜1                              | 樋口七海     | 小倉陳利          | 佐竹秀幸 | 田村瑛美 半田修平 千葉一希 竹田直樹                                       | 金子雄人            | 3月14日       |
| 第12話 | 炎竜2                              | うえのきみこ | 清田千萌          | 清田千萌 | 芳垣祐介 郡安俊兵 坂本勝 千田崇史                                         | 金子雄人            | 3月21日       |
| 第13話 | 炎竜3良薬                          | 佐藤裕       | 中野広大          | 中野広大 | 佐藤皓浩 大井翔 荒井洋紀                                                  | -                   | 3月28日       |
| 第14話 | シーサーペント                     | 樋口七海     | 清水久敏          | 川部真也 | 氷室陽 長谷川哲也 千田崇史 波賀野義文 荒井洋紀 芳垣祐介 佐竹秀幸 竹田直樹 | -                   | 4月4日        |
| 第15話 | ドライアドコカトリス               | うえのきみこ | 小倉陳利          | 河野友紀 | 菅野一期 千葉一希 田村瑛美 郡安俊兵                                       | -                   | 4月11日       |
| 第16話 | 掃除屋みりん干し                   | 佐藤裕       | 波賀野義文        | 土肥志文 | 荒井洋紀 芳垣祐介 波賀野義文 長谷川哲也 土肥志文                          | -                   | 4月18日       |
| 第17話 | ハーピーキメラ                     | 樋口七海     | 金子祥之          | 古川晟   | 大井翔 千田崇史 佐藤皓浩 真野佳孝                                         | -                   | 4月25日       |
| 第18話 | シェイプシフター                   | うえのきみこ | 雨宮哲            | 成田巧   | 桐谷真咲 坂本俊太 中島順 ハニュー 楠木智子 斎藤和也                       | -                   | 5月2日        |
| 第19話 | 山姥夢魔                           | 佐藤裕       | 小倉陳利          | 中野広大 | 荒井洋紀 土肥志文 長谷川哲也 氷室陽 丹羽弘美                              | -                   | 5月9日        |
| 第20話 | アイスゴーレムバロメッツ           | 樋口七海     | 田村瑛美          | 小島隆史 | 槙田路子 佐々木洋也 あかみ 長沼智也 KAGO 車車人 時乃キノ                  | -                   | 5月16日       |
| 第21話 | 卵黄金郷                           | うえのきみこ | 鈴木龍太郎        | 池田愛彩 | 郡安俊兵 田村瑛美 千葉一希 真野佳孝                                       | -                   | 5月23日       |
| 第22話 | グリフィン使い魔                   | 佐藤裕       | 坂本勝            | 河野友紀 | 千田崇史 坂本勝 丹羽弘美                                                  | -                   | 5月30日       |
| 第23話 | グリフィンのスープダンプリング1    | 樋口七海     | 下平佑一          | 下平佑一 | 芳垣祐介 長谷川哲也 佐藤皓浩 荒井洋紀                                     | 金子雄人            | 6月6日        |
| 第24話 | ダンプリング2ベーコンエッグ        | うえのきみこ | 小倉陳利          | 中野広大 | 土肥志文 半田修平 氷室陽                                                  | 金子雄人            | 6月13日       |

### 放送局
| 放送期間               | 放送時間                     | 放送局           | 対象地域       | 備考                                 |
| ---------------------- | ---------------------------- | ---------------- | -------------- | ------------------------------------ |
| 2024年1月4日 - 6月13日 | 木曜 22:30 - 23:00           | TOKYO MX         | 東京都         | リピート放送あり                     |
|                        |                              | AT-X             | 日本全域       | CS放送 / 字幕放送 / リピート放送あり |
|                        | 木曜 23:30 - 金曜 0:00       | テレビ埼玉       | 埼玉県         |                                      |
|                        |                              | BS11             | 日本全域       | BS放送 / 『ANIME+』枠                |
| 2024年1月5日 - 6月14日 | 金曜 0:00 - 0:30（木曜深夜） | KBS京都          | 京都府         |                                      |
|                        | 金曜 0:30 - 1:00（木曜深夜） | とちぎテレビ     | 栃木県         |                                      |
|                        |                              | 群馬テレビ       | 群馬県         |                                      |
|                        |                              | 千葉テレビ       | 千葉県         |                                      |
|                        |                              | テレビ神奈川     | 神奈川県       |                                      |
|                        |                              | 奈良テレビ       | 奈良県         |                                      |
|                        |                              | サンテレビ       | 兵庫県         |                                      |
|                        | 金曜 1:00 - 1:30（木曜深夜） | びわ湖放送       | 滋賀県         |                                      |
|                        | 金曜 1:20 - 1:50（木曜深夜） | 岩手朝日テレビ   | 岩手県         |                                      |
|                        |                              | 山陰中央テレビ   | 鳥取県・島根県 |                                      |
|                        |                              | 熊本朝日放送     | 熊本県         |                                      |
|                        |                              | 鹿児島放送       | 鹿児島県       |                                      |
|                        | 金曜 1:28 - 1:58（木曜深夜） | テレビユー福島   | 福島県         |                                      |
|                        | 金曜 1:29 - 1:59（木曜深夜） | 山梨放送         | 山梨県         |                                      |
|                        | 金曜 1:30 - 2:00（木曜深夜） | 静岡放送         | 静岡県         | 『スーパーアニメ6区』枠              |
|                        |                              | テレビ愛知       | 愛知県         |                                      |
|                        |                              | 北陸放送         | 石川県         |                                      |
|                        | 金曜 1:31 - 2:01（木曜深夜） | 東日本放送       | 宮城県         |                                      |
|                        | 金曜 1:35 - 2:05（木曜深夜） | テレビせとうち   | 岡山県・香川県 |                                      |
|                        | 金曜 1:42 - 2:12（木曜深夜） | 信越放送         | 長野県         |                                      |
|                        | 金曜 2:00 - 2:30（木曜深夜） | テレビ北海道     | 北海道         |                                      |
|                        |                              | TVQ九州放送      | 福岡県         |                                      |
|                        | 金曜 2:25 - 2:55（木曜深夜） | 広島ホームテレビ | 広島県         |                                      |
|                        | 金曜 2:30 - 3:00（木曜深夜） | 新潟放送         | 新潟県         |                                      |

インターネットでは、Netflix、dアニメストア、ABEMA、Lemino、ニコニコ生放送、ニコニコチャンネル、Disney+、バンダイチャンネル、Hulu、TELASA、J:COM STREAM、milplus、U-NEXT、アニメ放題Prime Video、FOD、WOWOWオンデマンド、DMM TVにて地上波最速放送と同時配信されるほか、music.jp、ビデオマーケット、HAPPY!動画、ムービーフルplus、クランクイン！ビデオにて配信される。

### BD / DVD
| 巻 | 発売日        | 収録話          | 規格品番                        | 規格品番   |
| 巻 | 発売日        | 収録話          | BD                              | DVD        |
| -- | ------------- | --------------- | ------------------------------- | ---------- |
| 1  | 2024年4月24日 | 第1話 - 第6話   | ZMAZ-16931（限定版） ZMAZ-16941 | ZMSZ-16951 |
| 2  | 2024年5月29日 | 第7話 - 第12話  | ZMAZ-16942                      | ZMSZ-16952 |
| 3  | 2024年6月26日 | 第13話 - 第18話 | ZMAZ-16943                      | ZMSZ-16953 |
| 4  | 2024年7月24日 | 第19話 - 第24話 | ZMAZ-16944                      | ZMSZ-16954 |

### Webラジオ
『TVアニメ「ダンジョン飯」 迷宮探索ラジオ』のタイトルで、インターネットラジオステーション＜音泉＞およびYouTubeのKADOKAWAanimeチャンネルにて2024年1月31日より月1回配信。ライオス役の熊谷健太郎とマルシル役の千本木彩花をパーソナリティに、食事を交えながらのトークでアニメ本編の内容を振り返る。音泉ではPREMIUMサポーター（有料会員）特典として、放送終了後のアフタートーク「別腹」も追加配信。
| 回      | 配信日        | ゲスト                                                            | 料理                                                                  |                                               |
| ------- | ------------- | ----------------------------------------------------------------- | --------------------------------------------------------------------- | --------------------------------------------- |
| 第1回   | 2024年1月31日 | 泊明日菜（チルチャック役）                                        | エビときのこの水炊き                                                  |                                               |
| 第2回   | 2024年2月28日 | 中博史（センシ役）                                                | ウナギの蒲焼き＆白焼き                                                |                                               |
| 第3回   | 2024年4月3日  | 早見沙織（ファリン役）                                            | ドラゴンステーキ風の厚切りローストビーフ ＆玉ねぎのピザ＆テールスープ |                                               |
| 第4回   | 2024年5月1日  | 加藤渉（カブルー役）                                              | かぼちゃポタージュ＆鳥の親子あんかけ ＆だし巻き卵                     |                                               |
| 第5回   | 2024年5月29日 | 神戸光歩（イヅツミ役）                                            | スイートポテト＆ラムチョップ ＆エッグベネディクト                     |                                               |
| 第5.5回 | 2024年6月12日 | 神戸光歩（イヅツミ役）                                            | 水餃子                                                                | '24.6.10ちゃやまち推しフェス 公開録音ステージ |
| 第6回   | 2024年6月20日 | 泊明日菜（チルチャック役） 神戸光歩（イヅツミ役）宮島善博（監督） | 牛肉のスープ＆馬肉のスープ                                            |                                               |